# لیگ برتر فوتبال ایران ۰۳–۱۴۰۲
لیگ برتر فوتبال ایران ۰۳–۱۴۰۲ بیست و سومین دوره جام خلیج فارس و چهل و دومین دوره لیگ فوتبال ایران است که توسط فدراسیون فوتبال ایران برگزار شد. ۱۶ تیم (۱۴ تیم از فصل ۰۲–۱۴۰۱ لیگ برتر و ۲ تیم صعود کرده از فصل ۰۲–۱۴۰۱ لیگ فوتبال آزادگان) در این فصل حضور داشتند.

## مرور فصل
این مسابقات در تاریخ ۱۸ تیرماه ۱۴۰۲ قرعه‌کشی و روز ۱۸ مرداد تاریخ شروع بازی‌ها اعلام شد.

### استفاده از بازیکن غیر قانونی

#### شمس‌آذر
قبل شروع فصل و با شکایت باشگاه سایپا از باشگاه شمس‌آذر مبنی بر استفاده بازیکن غیرقانونی، در فصل گذشته لیگ آزادگان، کمیته انضباطی سه امتیاز از امتیازات این فصل این باشگاه قزوینی کسر کرد که در پی این اتفاق باشگاه شهرداری همدان نیز با تکرار این شکایت از باشگاه شمس‌آذر نیز موفق شد سه امتیاز دیگر از این باشگاه کسر کند ولی به دنبال جذب رضایت از باشگاه شهرداری همدان سه امتیاز دوم به باشگاه شمس‌آذر برگشت داده شد.

### عدم رعایت سقف بودجه

#### سپاهان
پس از گذشت چهار هفته از مسابقات درحالی که سپاهان تمامی بازی‌های خود را پیروز شده بود با شکایت باشگاه‌های پرسپولیس، استقلال، تراکتور و پیکان به دلیل عدم رعایت قانون سقف بودجه رو به رو شد. کمیته انضباطی با بررسی این موضوع رای به کسر چهار امتیاز و جریمه چهل میلیاردی این باشگاه داد. نماینده‌های اصفهان در مجلس نیز در پی این اتفاق، واکنش نشان دادند.

#### پرسپولیس
در پی شکایت از سپاهان و کسر امتیاز از این باشگاه توسط کمیته انضباطی در خصوص عدم رعایت سقف بودجه، باشگاه سپاهان نیز از پرسپولیس شکایت کرد که این شکایت با همراهی استقلال همراه شد. پس از بررسی مدارک توسط کمیته انضباطی برای این کمیته محرز شد که باشگاه پرسپولیس با پرداخت مالیات گئورگی گولسیانی مرتکب تخلف شده و با رای کمیته انضباطی پرسپولیس محکوم به کسر یک امتیاز و جریمه ۱۰ میلیارد تومانی شد.

#### شکستن رأی کمیته انضباطی
بعد از پایان هفته چهاردهم یک بار دیگر قانون جنجالی سقف بودجه باشگاه‌ها جنجال به پا کرد و این بار کمیته استیناف فدراسیون فوتبال کسر امتیاز از باشگاه‌های سپاهان و پرسپولیس را از جانب کمیته انضباطی غیرقانونی دانست و رأی به بازگشت امتیازات این دو باشگاه داد.

#### حکم جدید کمیته انضباطی علیه سپاهان
پس از شکستن حکم کمیته انضباطی در کمیته استیناف و بازگرداندن امتیازات تیم‌ها کمیته انضباطی اینبار رای جدید درخصوص باشگاه سپاهان صادر کرد که طی این حکم شش بازیکن سپاهان (پیام نیازمند، رضا شکاری، رضا اسدی، هادی محمدی، کاوه رضایی و احسان پهلوان) تا اصلاح قراردادشان حق همراهی سپاهان در لیگ برتر را ندارند. این حکم باعث شد سرمربی سپاهان با دست بسته از بازیکن به مصاف باشگاه گل‌گهر در بازی معوقه از هفته ششم رقابت برود و در دقایق آخر بازی از دروازه‌بان سوم در پست دفاع راست بهره گیرد.

### اولین استفاده کمک داور ویدویی در تاریخ لیگ برتر

#### معوقه هفته پنجم
در بازی معوقه هفته پنجم پرسپولیس و استقلال، پس از کش و قوس‌های فراوان و گرفتن مجوز از فیفا بالاخره برای اولین بار در لیگ برتر از کمک داور ویدیویی (VAR) استفاده شد که در روند بازی سه مرتبه موعود بنیادی‌فر داور بازی از آن استفاده کرد که یک مرتبه آن منجر به پنالتی به سود استقلال شد. با این وجود کادر فنی هر دو تیم به قضاوت تیم داوری اعتراض داشتند.

### یک دقیقه سکوت

#### هفته چهاردهم
این هفته از مسابقات به احترام درگذشت فوتبالیست تیم فوتبال خاتون بم، ملیکا محمدی با یک دقیقه سکوت شروع شد.

### شهرآورد تهران بازی برگشت

#### هفته بیستم
دوهفته قبل از مسابقه اعلام شده بود بازی برگشت دو تیم با کمک داور ویدویی(VAR) برگزار می شود و در از دو داور زن مهسا قربانی و مهناز ذکایی به عنوان کمک در اتاق کمک داور ویدویی حاضر هستند.
اما پخش عکس هواداری مهناز ذکایی در فینال 
لیگ قهرمانان آسیای سال ۹۷ از پرسپولیس باعث شد درشبکه های اجتماعی جنجال بپا شود و در نهایت کمیته داوران فدراسیون روی اسم این داور خط بکشد.
و درحالی که تصور می‌شد مهسا قربانی تنها داور زن عضو تیم داوران در اتاق داور ویدویی باشد ولی با تصمیم کمیته داوران به دلیل از بین رفتن تمام حاشیه ها اسم این داور نیز از فهرست داوران بازی خارج شد و سعدالله گلمرادی داور اهل تاجیکستان جایگزین وی شد تا دربی ۱۰۳ همانند شهرآورد های قبلی با تیم داوری تمام مرد انجام شود.

### تغییر قانون

#### هفته بیست و سوم
سهیل مهدی رییس سازمان لیگ در برنامه فوتبال برتر اعلام کرد در صورت برابر شدن امتیاز تیم ها در جدول  ابتدا بازی رو در رو و سپس در صورت مساوی بودن دو بازی رفت و برگشت تیم ها  تفاضل گل دو تیم مورد بررسی قرار میگیرد و اگر تفاضل گل دو تیم برابر بود طبق قانون قدیم گل های زده بیشتر جایگاه تیم هم امتیاز را تعیین میکند و بدین ترتیب گل زده در خانه حریف معیار تعیین جایگاه تیم ها نمی باشد.

### فساد در فوتبال ایران
فساد گسترده در فوتبال ایران که به دلیل گردش مالی بالا در این حوزه پیش آمده است.که به کالچوپولی ایرانی تشبیه شده، مربوط به تخلفات مالی و تبادل رشوه در باشگاه مس رفسنجان و دیگر باشگاه ها و افراد، در سال‌های ۱۳۹۸ تا ۱۴۰۰ است.

#### اسامی ها مطرح و گمانه زنی ها
با انتشار اخبار حضور رؤسای بلند ارکان پایه فدراسیون فوتبال و مدیران باشگاه ها و مجریان حوزه ورزش در دادگاه فساد و رشوه باشگاه مس رفسنجان که مربوط به سال ۱۴۰۰ در مجلات و اخبار و فضای مجازی فوتبال ایران بار دیگر وارد حاشیه جدید شد. و اسامی باشگاه‌ها و اشخاص جدیدی در رابطه با این پرونده مطرح شد. که باعث برکناری از کار و یا واکنش این افراد را در پی داشت مانند: سهیل مهدی  رئیس سازمان لیگ و خداداد افشاریان رئیس کمیته داوران فدراسیون و محمد حسین میثاقی مجری برنامه فوتبال برتر و سید مهدی هاشمی تهیه کننده برنامه فوتبال برتر و علی خسروی داور سابق و عضو ارشد کمیته داوران فدراسیون پژمان راهبر سردبیر ورزش۳، محمد ربیعی سرمربی ذوب‌آهن،علی علیزاده عضو هیئت مدیره باشگاه مس رفسنجان،مجید زین‌الدینی مدیر عامل مس رفسنجان و علی رمضانی عضو هییت مدیره مس رفسنجان .

#### رئیس فدراسیون فوتبال
مهدی تاج رئیس فدراسیون فوتبال در واکنش به پروند فساد در فوتبال ایران اعلام کرد برخی از متهمان ۲۵سکه طلا رشوه گرفته‌اند.

#### محمدحسین میثاقی
محمدحسین میثاقی در واکنش به خصوص مطرح شدن اسمش در پرونده فساد گفت:
"متأسفانه یک گروه مافیایی فاسد هم در فوتبال وجود دارد که صاحب قدرت است و در بخش‌های مختلف از رسانه تا مدیر فدراسیون فوتبال و مربی حضور دارند.
این گروه مافیایی الان که پرونده باز شده، دوست دارد شلوغ کند و انگ بزند تا خودش کنار برود ولی این‌بار کور خوانده و نمی‌تواند در برود.
این یک مبارزه سیستماتیک با فساد در فوتبال است که از یک باشگاه (مس رفسنجان) شروع شده و شاید در باشگاه هم‌استانی و باشگاه‌های دیگر هم ادامه پیدا کند.
هر فردی که سند یا مدرکی دارد که تیم فوتبال برتر یک ریال یا دلار تخلف کرده، منتشر کند تا ما هم پخش کنیم. خیلی‌ها از باشگاه‌های دیگر درگیر این پرونده خواهند شد.(م-ه) (ص-ذ) نگویید، هر مدرکی از عوامل فوتبال برتر دارید منتشر کنید!

#### علی خسروی
در تاریخ ششم خرداد هدایت ممبینی دبیر کل فدراسیون فوتبال اعلام کرد که با توجه به نامه کمیته اخلاق علی خسروی عضو کمیته داوران فدراسیون فوتبال تا اعلام رای قطعی پرونده فساد در فوتبال از هرگونه فعالیت و حضور در ورزشگاه در فوتبال وفوتسال و فوتبال ساحلی به مدت بیست روز محروم است.

### تیم های سقوط کننده به لیگ یک

#### هفته بیست و نهم
در مصاف باشگاه فوتبال ذوب‌آهن اصفهان در برابر باشگاه فوتبال صنعت نفت آبادان، در فولادشهر صنعت نفت با نتیجه ۲ بر ۱ شکست خورد و با توجه به نتایج دیگر دیدارها، اولین تیم سقوط کرده به لیگ آزادگان لقب گرفت.

#### هفته سی ام
باشگاه فوتبال پیکان، در هفته اخر با شکست برابر استقلال تهران با توجه به پیروزی دو تیم استقلال خوزستان و فولاد خوزستان دومین تیم سقوط کننده به لیگ دسته اول شد.

### قهرمان
باشگاه پرسپولیس در هفته اخر با غلبه بر تیم مس رفسنجان قهرمان این دوره از مسابقات شد.

### انتخابی آسیا
سپاهان با قرارگرفتن در رده سوم جدول موفق به کسب سهمیه لیگ۲ قهرمانان آسیا شده بود ولی این باشگاه با حضور در فینال جام حذفی و به دلیل این که رقیب این باشگاه در فینال مس رفسنجان مجوز حرفه‌ای کسب نکرده بود موفق به کسب سهمیه حضور در مرحله مقدماتی لیگ نخبگان قهرمانان آسیا شد و باشگاه تراکتور نیز به عنوان تیم چهارم لیگ برتر ایران برای اولین بار در تاریخ نماینده ایران در لیگ۲ قهرمانان آسیا آسیا شد.

## تیم‌ها

### صعود و سقوط (پیش فصل)
در مجموع شانزده تیم در لیگ شرکت می‌کنند که شامل چهارده باشگاه برتر از فصل ۰۲–۱۴۰۱ و دو باشگاه نخست از لیگ آزادگان ۰۲–۱۴۰۱ که به لیگ برتر صعود کرده‌اند.
| صعود ازلیگ آزادگان ۰۲–۱۴۰۱                                                                 | سقوط به لیگ آزادگان ۰۳–۱۴۰۲                                                                              |
| ------------------------------------------------------------------------------------------ | --- |
| شمس آذر (برای اولین بار در تاریخ خود صعود کرد) استقلال خوزستان (صعود بعد از چهار فصل غیبت) | مس کرمان (سقوط پس از یک فصل حضور در لیگ برتر) نفت مسجد سلیمان (بعد از پنج فصل حضور در لیگ برتر سقوط کرد) |

### باشگاه‌ها و سرمربی
| تیم             | سرمربی         | تیم      | سرمربی            |
| --------------- | -------------- | -------- | ----------------- |
| آلومینیوم اراک  | مجتبی حسینی    | استقلال  | جواد نکونام       |
| استقلال خوزستان | سیروس پورموسوی | پرسپولیس | اوسمار ویرا       |
| پیکان           | غلام‌رضا عنایتی | تراکتور  | حمید مطهری (موقت) |
| ذوب‌آهن          | محمد ربیعی     | سپاهان   | ژوزه مورایس       |
| شمس آذر         | سعید دقیقی     | صنعت نفت | فراز کمال‌وند      |
| فولاد           | عبدالله ویسی   | گل‌گهر    | مارینوس اوزونیدیس |
| مس رفسنجان      | محرم نویدکیا   | ملوان    | مهدی تارتار       |
| نساجی           | ساکت الهامی    | هوادار   | مسعود شجاعی       |

### تغییرات کادر فنی تیم‌ها
| ردیف | تیم            | سرمربی خارج‌شده        | دلیل خروج     | هفته خروج                         | سرمربی جدید           | زمان            |
| ---- | -------------- | --------------------- | ------------- | --------------------------------- | --------------------- | --------------- |
| ۱    | نساجی          | کارلوس هرناندز        | توافقی        | پیش از شروع فصل                   | سید مهدی رحمتی        | ۱۶ خرداد ۱۴۰۲   |
| ۲    | هوادار         | ساکت الهامی           | پایان قرارداد | پیش از شروع فصل                   | محمود فکری            | ۱۶ خرداد ۱۴۰۲   |
| ۳    | گل‌گهر          | سعید الهویی           | پایان قرارداد | پیش از شروع فصل                   | مارینوس اوزونیدیس     | ۲۳ خرداد ۱۴۰۲   |
| ۴    | آلومینیوم اراک | سید مهدی رحمتی        | توافقی        | پیش از شروع فصل                   | مجتبی حسینی           | ۲۸ خرداد ۱۴۰۲   |
| ۵    | استقلال تهران  | ریکاردو ساپینتو       | عدم توافق     | پیش از شروع فصل                   | جواد نکونام           | ۳۰ خرداد ۱۴۰۲   |
| ۶    | مس رفسنجان     | محمد ربیعی            | عدم توافق     | پیش از شروع فصل                   | ساکت الهامی           | ۱ تیر ۱۴۰۲      |
| ۷    | ذوب آهن        | مهدی تارتار           | پایان قرارداد | پیش از شروع فصل                   | محمد ربیعی            | ۴ تیر ۱۴۰۲      |
| ۸    | ملوان          | مازیار زارع           | استعفا        | پیش از شروع فصل                   | مهدی تارتار           | ۵ تیر ۱۴۰۲      |
| ۹    | پیکان          | مجتبی حسینی           | پایان قرارداد | پیش از شروع فصل                   | رسول خطیبی            | ۵ تیر ۱۴۰۲      |
| ۱۰   | فولاد          | علیرضا منصوریان       | اخراج         | هفته سوم (۲ شهریور ۱۴۰۲)          | خوان ایگناسیو مارتینز | ۱۵ شهریور ۱۴۰۲  |
| ۱۱   | پیکان          | رسول خطیبی            | اخراج         | هفته دهم (۳۰ آبان ۱۴۰۲)           | غلام‌رضا عنایتی        | ۱ آذر ۱۴۰۲      |
| ۱۲   | نساجی          | سیدمهدی رحمتی         | استعفا        | هفته سیزدهم (۲۸ آذر ۱۴۰۲)         | لوکاس آلکاراس         | ۳۰ آذر ۱۴۰۲     |
| ۱۳   | هوادار         | محمود فکری            | اخراج         | هفته سیزدهم (۲۹ آذر ۱۴۰۲)         | مسعود شجاعی           | ۱ دی ۱۴۰۲       |
| ۱۴   | صنعت نفت       | عبدالله ویسی          | توافقی        | هفته پانزدهم (۹ دی ۱۴۰۲)          | سهراب بختیاری‌زاده     | ۱۴ بهمن ۱۴۰۲    |
| ۱۵   | پرسپولیس       | یحیی گل‌محمدی          | استعفا        | هفته پانزدهم (۱۱ دی ۱۴۰۲)         | اوسمار ویرا           | ۷ بهمن ۱۴۰۲     |
| ۱۶   | مس رفسنجان     | ساکت الهامی           | اخراج         | هفته پانزدهم (۳ بهمن ۱۴۰۲)        | محرم نویدکیا          | ۱۴ بهمن ۱۴۰۲    |
| ۱۷   | فولاد          | خوان ایگناسیو مارتینز | توافقی        | هفته پانزدهم(۲۴ بهمن ۱۴۰۲)        | احمد آل‌نعمه           | ۳ اسفند ۱۴۰۲    |
| ۱۸   | نساجی          | لوکاس آلکاراس         | توافقی        | هفته هفدهم(۴ اسفند ۱۴۰۲)          | ساکت الهامی           | ۴ اسفند ۱۴۰۲    |
| ۱۹   | فولاد          | احمد آل‌نعمه           | اخراج         | هفته بیست و یکم(۲۶ اسفند ۱۴۰۲)    | عبدالله ویسی          | ۲۶ اسفند ۱۴۰۲   |
| ۲۰   | صنعت نفت       | سهراب بختیاری‌زاده     | اخراج         | هفته بیست و یکم (۲۹ اسفند ۱۴۰۲)   | فراز کمالوند          | ۲۹ اسفند ۱۴۰۲   |
| ۲۱   | تراکتور        | پاکو خمز              | توافقی        | هفته بیست و سوم (۲۷ فروردین ۱۴۰۳) | محمد نصرتی(موقت)      | ۲۸ فروردین ۱۴۰۳ |
| ۲۲   | تراکتور        | محمد نصرتی(موقت)      | کناره گیری    | هفته بیست چهارم                   | حمید مطهری(موقت)      | ۴ اردیبشهت ۱۴۰۳ |

### ورزشگاه‌ها
| آزادی               | نقش جهان              | یادگار امام            |
| ------------------- | --------------------- | ---------------------- |
| استقلال - پرسپولیس  | سپاهان                | تراکتور                |
| ۷۸٬۰۰۰ نفر          | ۷۵٬۰۰۰ نفر            | ۷۱٬۰۰۰ نفر             |
|                     |                       |                        |
| غدیر اهواز          | شهدای فولاد خوزستان   | تختی آبادان            |
| استقلال خوزستان     | فولاد                 | صنعت نفت               |
| ۵۰٬۰۰۰ نفر          | ۳۰٬۶۵۵ نفر            | ۸،۰۰۰ نفر              |
|                     |                       |                        |
| امام خمینی          | شهید وطنی             | فولادشهر               |
| آلومینیوم           | نساجی                 | ذوب‌آهن                 |
| ۲۲٬۰۰۰ نفر          | ۱۵٬۰۰۰ نفر            | ۱۵٬۰۰۰ نفر             |
|                     |                       |                        |
| سردار آزادگان       | شهدای صنعت مس رفسنجان | شهید دستگردی           |
| شمس آذر             | مس رفسنجان            | هوادار                 |
| ۱۵٬۰۰۰ نفر          | ۱۰٬۰۰۰ نفر            | ۸٬۲۵۰ نفر              |
|                     |                       |                        |
| شهید سلیمانی سیرجان | سیروس قایقران         | ورزشگاه شهدا (شهر قدس) |
| گل‌گهر               | ملوان                 | پیکان                  |
| ۸٬۰۰۰ نفر           | ۹٬۰۰۰ نفر             | ۲۵٬۰۰۰ نفر             |
|                     |                       |                        |

### پراکندگی جغرافیایی تیم‌ها
| استان          | تعداد تیم‌ها | نام تیم‌ها                                       |
| -------------- | ----------- | ----------------------------------------------- |
| تهران          | ۴           | استقلال، پرسپولیس، پیکان، هوادار                |
| خوزستان        | ۳           | استقلال خوزستان، صنعت نفت آبادان، فولاد خوزستان |
| اصفهان         | ۲           | ذوب‌آهن، سپاهان                                  |
| کرمان          | ۲           | گل‌گهر، مس رفسنجان                               |
| آذربایجان شرقی | ۱           | تراکتور                                         |
| قزوین          | ۱           | شمس‌آذر قزوین                                    |
| گیلان          | ۱           | ملوان                                           |
| مازندران       | ۱           | نساجی مازندران                                  |
| مرکزی          | ۱           | آلومینیوم                                       |

## جدول لیگ
| رتبه | تیم            | بازی | برد | مساوی | باخت | گل زده | گل خورده | گل تفاضل | امتیاز | صعود یا سقوط                                    |
| ---- | -------------- | ---- | --- | ----- | ---- | ------ | -------- | -------- | ------ | ----------------------------------------------- |
| ۱    | پرسپولیس       | ۳۰   | ۲۰  | ۸     | ۲    | ۴۵     | ۱۸       | ۲۷+      | ۶۸     | صعود به مرحله گروهی لیگ قهرمانان آسیا           |
| ۲    | استقلال        | ۳۰   | ۱۹  | ۱۰    | ۱    | ۴۰     | ۱۵       | ۲۵+      | ۶۷     | صعود به مرحله گروهی لیگ قهرمانان آسیا           |
| ۳    | سپاهان         | ۳۰   | ۱۷  | ۶     | ۷    | ۵۳     | ۲۶       | ۲۷+      | ۵۷     | صعود به مرحله مقدماتی لیگ قهرمانان آسیا         |
| ۴    | تراکتور        | ۳۰   | ۱۶  | ۶     | ۸    | ۴۲     | ۲۲       | ۲۰+      | ۵۴     | صعود به مرحله گروهی لیگ ۲ قهرمانان آسیا ۲۵–۲۰۲۴ |
| ۵    | ذوب‌آهن         | ۳۰   | ۱۱  | ۹     | ۱۰   | ۳۰     | ۳۰       | ۰        | ۴۲     |                                                 |
| ۶    | ملوان          | ۳۰   | ۱۰  | ۱۱    | ۹    | ۳۱     | ۲۶       | ۵+       | ۴۱     |                                                 |
| ۷    | آلومینیوم اراک | ۳۰   | ۱۰  | ۹     | ۱۱   | ۲۷     | ۳۳       | ۶−       | ۳۹     |                                                 |
| ۸    | شمس آذر        | ۳۰   | ۱۱  | ۹     | ۱۰   | ۳۵     | ۳۵       | ۰        | ۳۹     |                                                 |
| ۹    | گل‌گهر          | ۳۰   | ۸   | ۱۲    | ۱۰   | ۳۰     | ۲۸       | ۲+       | ۳۶     |                                                 |
| ۱۰   | مس رفسنجان     | ۳۰   | ۸   | ۱۱    | ۱۱   | ۳۲     | ۳۷       | ۵−       | ۳۵     |                                                 |
| ۱۱   | فولاد          | ۳۰   | ۷   | ۸     | ۱۵   | ۲۰     | ۴۰       | ۲۰−      | ۲۹     |                                                 |
| ۱۲   | نساجی          | ۳۰   | ۷   | ۸     | ۱۵   | ۲۷     | ۳۶       | ۹−       | ۲۹     |                                                 |
| ۱۳   | هوادار         | ۳۰   | ۶   | ۱۱    | ۱۳   | ۳۱     | ۴۸       | ۱۷−      | ۲۹     |                                                 |
| ۱۴   | استقلال‌خوزستان | ۳۰   | ۶   | ۱۰    | ۱۴   | ۳۱     | ۴۲       | ۱۱−      | ۲۸     |                                                 |
| ۱۵   | پیکان          | ۳۰   | ۴   | ۱۵    | ۱۱   | ۲۵     | ۳۸       | ۱۳−      | ۲۷     | سقوط به لیگ آزادگان                             |
| ۱۶   | صنعت نفت       | ۳۰   | ۴   | ۹     | ۱۷   | ۲۴     | ۴۹       | ۲۵−      | ۲۱     | سقوط به لیگ آزادگان                             |

1. ↑  سپاهان به عنوان قهرمان جام حذفی مجوز حضور در پلی اف لیگ قهرمانان آسیا کسب کرد اما با شکست در پلی اف به لیگ۲ آسیا رفت[۵]
2. ↑  تراکتور به دلیل قهرمانی سپاهان در جام حذفی مجوز حضور در لیگ۲ قهرمانان آسیا کسب کرد.[۵]
3. ↑  کمیته انضباطی سه امتیاز از شمس آذر کسر کرده است.[۹۲]

| قهرمان لیگ برتر ایران ۰۳-۱۴۰۲ |
| ----------------------------- |
| پرسپولیس                      |
| نهمین قهرمانی                 |

## مجموع نتایج
تاریخ بروز رسانی ۱۲ خرداد ۱۴۰۳
منبع: IPL Stats 
 سازمان لیگ فوتبال ایران
۱تیمهای میزبان در جدول عمودی و میهمان در جدول افقی.
رنگ ها: آبی = برد در خانه خود; زرد = مساوی; قرمز = باخت در خانه خود.

| راهنمایی رنگ‌ها |
| -------------- |
| برد در خانه    |
| مساوی          |
| باخت در خانه   |

## آمار لیگ

### گلزنان برتر

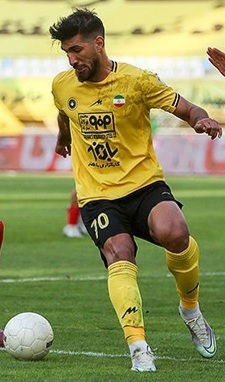
شهریار مغانلو بازدن ۱۶ گل در سپاهان برای دومین فصل پیاپی آقای گل شد

| گلزن                | تیم               | گل | پنالتی |
| ------------------- | ----------------- | -- | ------ |
| شهریار مغانلو       | سپاهان            | ۱۶ | ۴      |
| رضا اسدی            | سپاهان            | ۱۰ | ۰      |
| رحمان جعفری         | شمس‌آذر و تراکتور  | ۱۰ | ۰      |
| عیسی آل کثیر        | سپاهان و پرسپولیس | ۹  | ۰      |
| جواد آقایی‌پور       | استقلال خوزستان   | ۹  | ۰      |
| رضا جعفری           | ملوان             | ۹  | ۱      |
| امیرمسعود سرآبادانی | شمس‌آذر            | ۸  | ۱      |
| سعید سحرخیزان       | گل‌گهر             | ۸  | ۱      |
| محمدرضا آزادی       | نساجی             | ۸  | ۰      |
| رضا جعفری           | ملوان             | ۸  | ۱      |
| محمدرضا سلیمانی     | ملوان             | ۸  | ۲      |
| محمدجواد محمدی      | ذوب‌آهن            | ۸  | ۰      |
| مهرداد محمدی        | استقلال           | ۸  | ۱      |
| رامین رضائیان       | سپاهان            | ۸  | ۰      |
| احمدرضا زنده‌روح     | گل‌گهر             | ۷  | ۰      |
| حامد پاکدل          | پیکان             | ۷  | ۰      |
| شهاب زاهدی          | پرسپولیس          | ۶  | ۱      |
| حسین کنعانی         | پرسپولیس          | ۶  | ۵      |
| گوستاوو بلانکو      | استقلال           | ۶  | ۰      |
| مهدی عبدی           | تراکتور           | ۶  | ۰      |
| طالب ریکانی         | صنعت نفت          | ۶  | ۲      |
| داریوش شجاعیان      | هوادار            | ۶  | ۰      |
| جلال‌الدین علی‌محمدی  | مس رفسنجان        | ۶  | ۰      |
| داریوش شجاعیان      | هوادار            | ۶  | ۰      |
| مهدی لیموچی         | آلومینیوم         | ۶  | ۰      |

### پاس گل

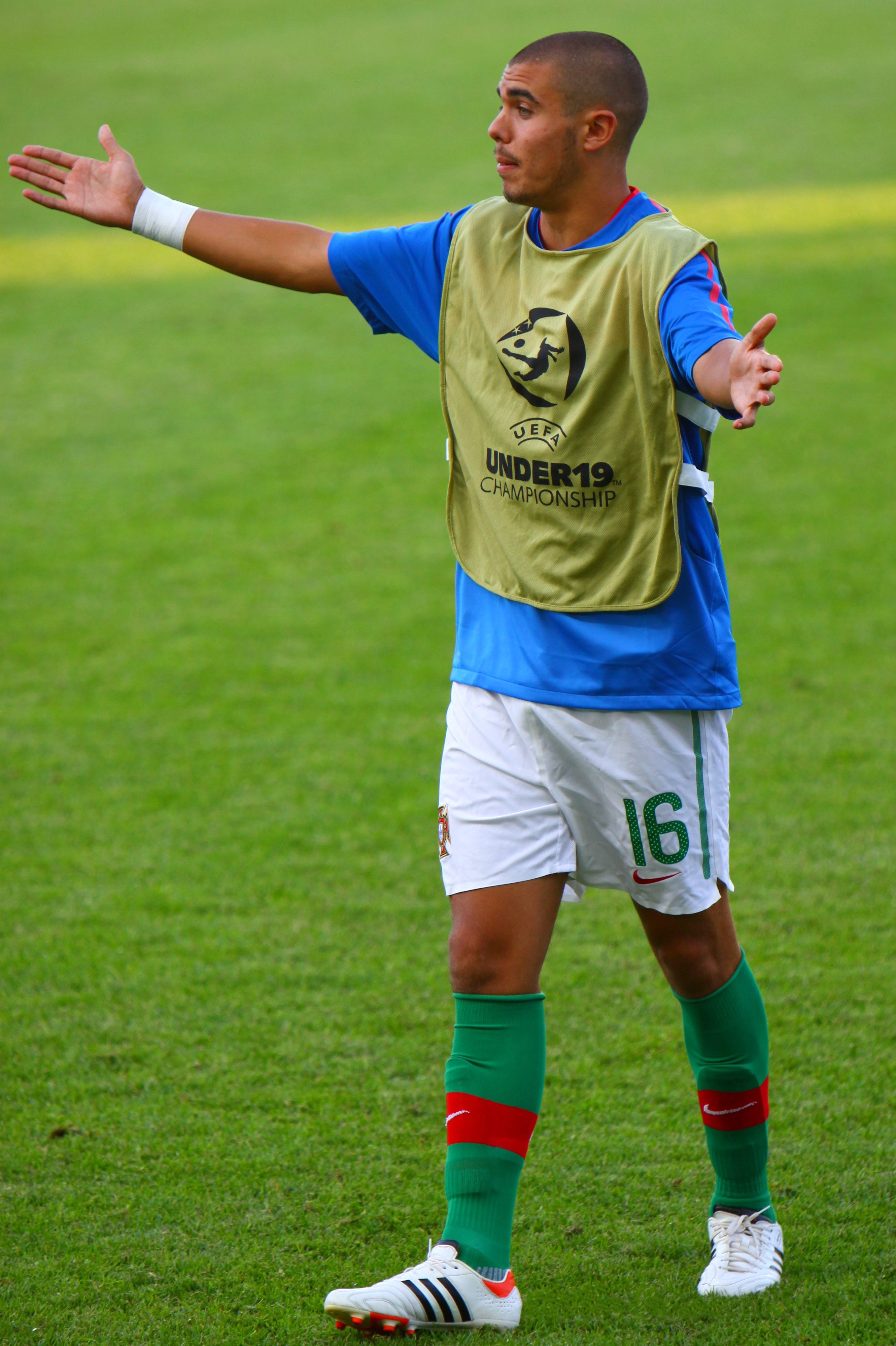
ریکادو آلوز(تراکتور) بیشترین پاس گل برای دومین سال پیاپی

| نام               | تیم        | پاس گل |
| ----------------- | ---------- | ------ |
| ریکاردو آلوز      | تراکتور    | ۱۱     |
| ابوالفضل جلالی    | استقلال    | ۱۰     |
| دانیال اسماعیلی‌فر | پرسپولیس   | ۷      |
| امید عالیشاه      | پرسپولیس   | ۶      |
| مهدی ترابی        | پرسپولیس   | ۶      |
| رامین رضاییان     | سپاهان     | ۶      |
| ساسان انصاری      | فولاد      | ۶      |
| روبرتو تورس       | گل‌گهر      | ۶      |
| ابوالفضل رزاق‌پور  | گل‌گهر      | ۵      |
| سامان نریمان‌جهان  | پیکان      | ۵      |
| محمدمهدی محبی     | مس رفسنجان | ۵      |
| رضا جعفری         | ملوان      | ۵      |
| مهران احمدی       | ملوان      | ۴      |
| مجید عیدی         | ملوان      | ۴      |
| مهدی مهدی‌پور      | استقلال    | ۴      |
| امین جهان‌کهن      | آلومینیوم  | ۴      |
| یونس اکبرپور      | آلومینیوم  | ۴      |
| کاوه رضایی        | سپاهان     | ۴      |
| آریا یوسفی        | سپاهان     | ۴      |
| فرشاد احمدزاده    | سپاهان     | ۴      |
| علی آزادمنش       | شمس‌آذر     | ۴      |
| سجاد شهباززاده    | مس رفسنجان | ۴      |

### جدول مجموع پاس گل و گل
| نام               | تیم              | گل و پاس گل |
| ----------------- | ---------------- | ----------- |
| شهریار مغانلو     | سپاهان           | ۱۹          |
| رضا اسدی          | سپاهان           | ۱۳          |
| رضا جعفری         | ملوان            | ۱۳          |
| ریکاردو آلوز      | تراکتور          | ۱۳          |
| جواد آقایی‌پور     | استقلال خوزستان  | ۱۲          |
| رحمان جعفری       | تراکتور و شمس‌آذر | ۱۲          |
| ابوالفضل جلالی    | استقلال تهران    | ۱۱          |
| روبرتو تورس       | گل‌گهر            | ۱۱          |
| عیسی آل‌کثیر       | پرسپولیس         | ۱۱          |
| رامین رضاییان     | سپاهان           | ۱۰          |
| ساسان انصاری      | فولاد            | ۱۰          |
| مهدی لیموچی       | آلومینیوم        | ۱۰          |
| سعید سحرخیزان     | گل‌گهر            | ۱۰          |
| محمدجواد محمدی    | ذوب‌آهن           | ۹           |
| امین قاسمی نژاد   | هوادار           | ۹           |
| طالب ریکانی       | صنعت نفت         | ۹           |
| دانیال اسماعیلی‌فر | پرسپولیس         | ۹           |
| کاوه رضایی        | سپاهان           | ۹           |
| محمدرضا سلیمانی   | ملوان            | ۹           |

### هت تریک ها
| بازیکن        | برای     | در برابر | نتیجه | تاریخ         |
| ------------- | -------- | -------- | ----- | ------------- |
| شهاب زاهدی    | پرسپولیس | پیکان    | ۳–۱   | ۲۷ مهر ۱۴۰۲   |
| رامین رضاییان | سپاهان   | شمس‌آذر   | ۴–۱   | ۱۲ خرداد ۱۴۰۳ |

### کارت زرد
| بازیکن                | باشگاه          | بازی | کارت زرد | کارت قرمز |
| --------------------- | --------------- | ---- | -------- | --------- |
| شجاع خلیل‌زاده         | تراکتور         | ۲۵   | ۱۰       | ۱         |
| صفا هادی              | تراکتور         | ۲۳   | ۱۰       | ۰         |
| کریم اسلامی           | هوادار          | ۲۷   | ۹        | ۰         |
| فرشاد احمدزاده        | سپاهان          | ۲۵   | ۹        | ۰         |
| امید حامدی‌فر          | استقلال         | ۲۱   | ۹        | ۰         |
| منصور باقری           | نساجی           | ۲۷   | ۸        | ۰         |
| امیرمحمد هوشمند       | نساجی           | ۲۵   | ۷        | ۰         |
| مهرداد رضایی          | ذوب‌آهن          | ۲۱   | ۷        | ۰         |
| علیرضا علیزاده        | گل‌گهر           | ۲۳   | ۷        | ۱         |
| محمد میری             | هوادار          | ۱۷   | ۷        | ۰         |
| محمد کریمی            | سپاهان          | ۲۳   | ۷        | ۰         |
| هومن ربیع‌زاده         | شمس‌آذر          | ۲۵   | ۶        | ۰         |
| فراز امام‌علی          | شمس‌آذر          | ۲۶   | ۶        | ۰         |
| فریبرز گرامی          | ذوب‌آهن          | ۲۶   | ۶        | ۰         |
| کمال کامیابی‌نیا       | ذوب‌آهن          | ۱۹   | ۶        | ۰         |
| مهران موسوی           | آلومینیوم       | ۲۶   | ۶        | ۰         |
| محمدحسین کنعانی‌زادگان | پرسپولیس        | ۲۵   | ۶        | ۰         |
| سروش رفیعی            | پرسپولیس        | ۲۶   | ۶        | ۰         |
| حسن شوشتری            | استقلال خوزستان | ۲۷   | ۶        | ۰         |
| صابر حردانی           | نساجی           | ۲۷   | ۶        | ۰         |

## رتبه در هر هفته
آخرین بروزرسانی: ۱۲ خرداد ۱۴۰۳
منبع: سازمان لیگ برتر فوتبال ایران - جدول کامل لیگ,
آمار لیگ برتر ایران

 نکته:هرگونه تغییرات جدول پس از مشخص شدن نتایج بازی های معوقه در اخرین هفته برگزار شده لحاظ میگردد.

### صدرنشینان لیگ برتر
| # | تیم      | تعداد‌ هفته‌ صدرنشینی | هفته‌های صدرنشینی                                         |
| - | -------- | ------------------- | -------------------------------------------------------- |
| ۱ | استقلال  | ۲۰                  | ۱-۸-۹-۱۰-۱۱-۱۲-۱۳-۱۵-۱۶-۱۷-۱۸-۱۹-۲۰-۲۱-۲۲-۲۳-۲۴-۲۵-۲۶-۲۷ |
| ۲ | پرسپولیس | ۷                   | ۴-۵-۶-۷-۲۸-۲۹-۳۰                                         |
| ۳ | سپاهان   | ۳                   | ۲-۳-۱۴                                                   |

## روند باشگاه در فصل
| تیم / دوره      | ۰۱ | ۰۲ | ۰۳ | ۰۴ | ۰۵ | ۰۶ | ۰۷ | ۰۸ | ۰۹ | ۱۰ | ۱۱ | ۱۲ | ۱۳ | ۱۴ | ۱۵ | ۱۶ | ۱۷ | ۱۸ | ۱۹ | ۲۰ | ۲۱ | ۲۲ | ۲۳ | ۲۴ | ۲۵ | ۲۶ | ۲۷ | ۲۸ | ۲۹ | ۳۰ |
| --------------- | -- | -- | -- | -- | -- | -- | -- | -- | -- | -- | -- | -- | -- | -- | -- | -- | -- | -- | -- | -- | -- | -- | -- | -- | -- | -- | -- | -- | -- | -- |
| آلومینیوم اراک  | ش  | پ  | پ  | پ  | ش  | پ  | ش  | ش  | م  | ش  | م  | پ  | م  | پ  | م  | پ  | ش  | م  | ش  | ش  | پ  | م  | ش  | ش  | م  | پ  | م  | پ  | ش  | م  |
| استقلال         | پ  | پ  | ش  | پ  | م  | پ  | پ  | پ  | م  | پ  | م  | م  | پ  | م  | پ  | پ  | م  | پ  | پ  | م  | پ  | م  | پ  | پ  | م  | پ  | پ  | م  | پ  | پ  |
| استقلال خوزستان | م  | ش  | ش  | ش  | ش  | ش  | ش  | م  | م  | م  | ش  | ش  | م  | پ  | ش  | م  | پ  | ش  | ش  | پ  | م  | ش  | پ  | م  | م  | م  | ش  | ش  | پ  | پ  |
| پرسپولیس        | پ  | پ  | م  | پ  | م  | پ  | پ  | م  | م  | ش  | پ  | پ  | م  | پ  | م  | ش  | پ  | پ  | پ  | م  | پ  | پ  | پ  | پ  | م  | پ  | پ  | پ  | پ  | پ  |
| پیکان           | م  | م  | م  | ش  | ش  | ش  | پ  | ش  | م  | م  | م  | م  | ش  | م  | ش  | م  | م  | م  | پ  | پ  | ش  | پ  | م  | م  | ش  | ش  | ش  | م  | م  | ش  |
| تراکتور         | ش  | ش  | پ  | پ  | پ  | ش  | پ  | ش  | پ  | ش  | پ  | پ  | پ  | م  | پ  | م  | ش  | پ  | م  | پ  | پ  | م  | ش  | ش  | م  | پ  | پ  | م  | پ  | پ  |
| ذوب‌آهن          | پ  | ش  | م  | م  | پ  | ش  | پ  | پ  | م  | پ  | م  | م  | م  | پ  | م  | ش  | ش  | ش  | م  | ش  | م  | ش  | پ  | پ  | ش  | ش  | پ  | ش  | پ  | پ  |
| سپاهان          | پ  | پ  | پ  | پ  | پ  | ش  | پ  | م  | ش  | پ  | پ  | پ  | پ  | ش  | ش  | م  | پ  | ش  | ش  | پ  | پ  | ش  | م  | پ  | م  | م  | م  | پ  | پ  | پ  |
| شمس آذر         | م  | ش  | پ  | ش  | پ  | پ  | ش  | پ  | م  | م  | م  | پ  | م  | ش  | پ  | م  | ش  | م  | پ  | ش  | ش  | پ  | پ  | ش  | پ  | م  | پ  | م  | ش  | ش  |
| صنعت نفت        | ش  | پ  | م  | ش  | ش  | م  | ش  | م  | م  | ش  | پ  | ش  | م  | ش  | ش  | ش  | ش  | م  | م  | ش  | ش  | پ  | ش  | ش  | ش  | پ  | م  | م  | ش  | ش  |
| فولاد           | ش  | ش  | ش  | ش  | ش  | پ  | پ  | ش  | ش  | پ  | ش  | م  | م  | م  | پ  | ش  | پ  | م  | ش  | ش  | م  | م  | ش  | ش  | م  | ش  | ش  | پ  | م  | پ  |
| گل‌گهر           | پ  | م  | پ  | م  | پ  | پ  | ش  | م  | م  | پ  | م  | ش  | م  | م  | م  | پ  | م  | پ  | ش  | پ  | ش  | ش  | ش  | م  | م  | م  | ش  | ش  | ش  | ش  |
| مس رفسنجان      | م  | م  | ش  | ش  | پ  | پ  | ش  | پ  | پ  | ش  | ش  | ش  | ش  | ش  | م  | م  | پ  | م  | م  | پ  | م  | م  | م  | پ  | م  | ش  | م  | پ  | ش  | ش  |
| ملوان           | ش  | ش  | پ  | م  | پ  | م  | پ  | م  | پ  | م  | پ  | ش  | پ  | م  | م  | پ  | م  | م  | پ  | ش  | پ  | پ  | ش  | ش  | م  | م  | ش  | ش  | ش  | م  |
| نساجی           | م  | م  | ش  | پ  | ش  | ش  | ش  | م  | ش  | ش  | ش  | پ  | ش  | م  | ش  | م  | ش  | ش  | م  | پ  | ش  | ش  | م  | پ  | پ  | ش  | پ  | م  | پ  | ش  |
| هوادار          | م  | پ  | ش  | م  | ش  | ش  | ش  | م  | م  | پ  | ش  | ش  | ش  | م  | پ  | م  | پ  | م  | م  | ش  | ش  | م  | پ  | م  | پ  | م  | ش  | ش  | ش  | ش  |

منبع: IPL Stats

سازمان لیگ فوتبال ایران
نکات آماری
- بیشترین برد:پرسپولیس با ۲۰ برد
- بیشترین برد پیاپی: سپاهان و پرسپولیس با ۵ برد پیاپی
- کمترین برد:صنعت نفت و پیکان با ۴ برد
- بیشترین مساوی: پیکان با ۱۵ مساوی
- بیشترین مساوی پیاپی: پیکان با ۴ مساوی پیاپی
- کمترین مساوی:تراکتور وسپاهان با ۶ مساوی
- بیشترین شکست: صنعت نفت با ۱۷ شکست
- بیشترین شکست پیاپی: استقلال خوزستان با ۶ شکست پیاپی
- کمترین شکست: استقلال با ۱ شکست

## کلین شیت‌ها

### کلین شیت براساس تیم‌ها
| تیم‌ها / هفته‌ها | جمع | ۱ | ۲ | ۳ | ۴ | ۵ | ۶ | ۷ | ۸ | ۹ | ۱۰ | ۱۱ | ۱۲ | ۱۳ | ۱۴ | ۱۵ | ۱۶ | ۱۷ | ۱۸ | ۱۹ | ۲۰ | ۲۱ | ۲۲ | ۲۳ | ۲۴ | ۲۵ | ۲۶ | ۲۷ | ۲۸ | ۲۹ | ۳۰ |
| -------------- | --- | - | - | - | - | - | - | - | - | - | -- | -- | -- | -- | -- | -- | -- | -- | -- | -- | -- | -- | -- | -- | -- | -- | -- | -- | -- | -- | -- |
| استقلال        | ۱۹  | ✓ | ✓ | × | ✓ | × | × | ✓ | ✓ | × | ✓  | ×  | ✓  | ✓  | ×  | ×  | ✓  | ×  | ✓  | ✓  | ✓  | ✓  | ×  | ✓  | ×  | ✓  | ×  | ✓  | ✓  | ✓  | ✓  |
| تراکتور        | ۱۸  | × | × | ✓ | ✓ | ✓ | × | ✓ | × | ✓ | ×  | ✓  | ✓  | ✓  | ✓  | ✓  | ✓  | ×  | ✓  | ×  | ×  | ✓  | ×  | ×  | ×  | ✓  | ✓  | ✓  | ✓  | ×  | ✓  |
| پرسپولیس       | ۱۷  | ✓ | ✓ | × | ✓ | × | × | ✓ | ✓ | × | ×  | ✓  | ✓  | ×  | ×  | ×  | ×  | ✓  | ✓  | ×  | ✓  | ✓  | ✓  | ✓  | ✓  | ✓  | ×  | ✓  | ×  | ×  | ✓  |
| گل‌گهر          | ۱۱  | ✓ | ✓ | ✓ | × | ✓ | × | × | × | × | ✓  | ×  | ×  | ✓  | ×  | ✓  | ✓  | ×  | ✓  | ×  | ✓  | ×  | ×  | ×  | ×  | ×  | ✓  | ×  | ×  | ×  | ×  |
| شمس‌آذر         | ۱۱  | × | × | ✓ | × | × | × | × | ✓ | × | ×  | ×  | ✓  | ✓  | ×  | ✓  | ✓  | ×  | ✓  | ×  | ×  | ×  | ✓  | ✓  | ×  | ×  | ✓  | ✓  | ×  | ×  | ×  |
| سپاهان         | ۱۱  | × | ✓ | ✓ | × | × | × | × | × | × | ✓  | ×  | ×  | ✓  | ×  | ×  | ✓  | ✓  | ×  | ×  | ×  | ✓  | ×  | ✓  | ×  | ✓  | ×  | ×  | ✓  | ✓  | ×  |
| فولاد          | ۱۱  | × | × | × | × | × | ✓ | ✓ | × | × | ✓  | ×  | ✓  | ✓  | ✓  | ✓  | ×  | ✓  | ×  | ×  | ×  | ✓  | ×  | ×  | ×  | ×  | ×  | ×  | ✓  | ×  | ✓  |
| ملوان          | ۱۰  | × | × | ✓ | × | ✓ | × | ✓ | ✓ | × | ×  | ✓  | ×  | ×  | ✓  | ×  | ✓  | ×  | ×  | ✓  | ×  | ✓  | ✓  | ×  | ×  | ×  | ×  | ×  | ×  | ×  | ×  |
| مس.رف          | ۹   | ✓ | × | × | × | ✓ | × | × | ✓ | ✓ | ×  | ×  | ×  | ×  | ×  | ×  | ✓  | ✓  | ✓  | ×  | ×  | ×  | ×  | ×  | ✓  | ×  | ×  | ×  | ✓  | ×  | ×  |
| آلومینیوم      | ۸   | × | ✓ | × | ✓ | × | ✓ | × | × | × | ×  | ×  | ×  | ✓  | ✓  | ×  | ✓  | ×  | ×  | ×  | ×  | ✓  | ×  | ×  | ×  | ×  | ✓  | ×  | ×  | ×  | ×  |
| ذوب‌آهن         | ۸   | × | × | × | ✓ | × | × | × | ✓ | × | ×  | ×  | ✓  | ✓  | ✓  | ✓  | ×  | ×  | ×  | ×  | ×  | ×  | ×  | ×  | ✓  | ×  | ×  | ✓  | ×  | ×  | ×  |
| پیکان          | ۸   | × | ✓ | × | × | × | × | ✓ | × | ✓ | ×  | ×  | ✓  | ×  | ✓  | ×  | ×  | ×  | ×  | ×  | ✓  | ×  | ✓  | ×  | ×  | ×  | ×  | ×  | ✓  | ×  | ×  |
| هوادار         | ۷   | ✓ | × | × | ✓ | × | × | × | × | ✓ | ✓  | ×  | ×  | ×  | ×  | ✓  | ✓  | ×  | ×  | ×  | ×  | ×  | ×  | ✓  | ×  | ×  | ×  | ×  | ×  | ×  | ×  |
| نساجی          | ۷   | × | × | × | × | × | × | × | × | × | ×  | ×  | ✓  | ×  | ×  | ×  | ×  | ×  | ×  | ×  | ✓  | ×  | ×  | ✓  | ✓  | ✓  | ×  | ×  | ✓  | ✓  | ×  |
| استقلال.خ      | ۳   | × | × | × | × | × | × | × | × | × | ×  | ×  | ×  | ×  | ×  | ×  | ✓  | ×  | ×  | ×  | ✓  | ✓  | ×  | ×  | ×  | ×  | ×  | ×  | ×  | ×  | ×  |
| صنعت.ن         | ۳   | × | × | × | × | × | × | × | × | × | ×  | ✓  | ×  | ✓  | ×  | ×  | ×  | ×  | ×  | ×  | ×  | ×  | ×  | ×  | ×  | ×  | ✓  | ×  | ×  | ×  | ×  |

| راهنمایی خانه‌ها                    | نماد |
| ---------------------------------- | ---- |
| کلین‌شیت در هفته                    | ✓    |
| عدم کلین‌شیت در هفته                | ×    |
| مجموع کلین‌شیت هر باشگاه در طول فصل |      |

نکات آماری :
- بیشترین کلین‌شیت:استقلال با ۱۹ کلین‌شیت
- کمترین کلین‌شیت:صنعت نفت واستقلال خوزستان با ۳ کلین‌شیت
- بیشترین کلین‌شیت پیاپی:تراکتور و پرسپولیس با کلین شیت در ۶ هفته متوالی (رنگ سبز در جدول)
- بیشترین عدم کلین‌شیت پیاپی:استقلال خوزستان با عدم کلین‌شیت در ۱۵ هفته متوالی (رنگ صورتی در جدول)

### کلین شیت براساس دروازه‌بان
| #  | دروازه‌بان           | باشگاه                     | بازی | کلین‌شیت | گل خورده | درصد | مهار پنالتی |
| -- | ------------------- | -------------------------- | ---- | ------- | -------- | ---- | ----------- |
| ۱  | حسین حسینی          | استقلال                    | ۲۹   | ۱۸      | ۱۵       | ۶۲٪  | ۲           |
| ۲  | حسین پورحمیدی       | تراکتور تبریز              | ۳۰   | ۱۸      | ۲۲       | ۶۰٪  |             |
| ۳  | علیرضا بیرانوند     | پرسپولیس                   | ۲۶   | ۱۳      | ۱۸       | ۵۰٪  | ۱           |
| ۴  | محمدرضا اخباری      | گل‌گهر سیرجان               | ۲۸   | ۱۱      | ۲۶       | ۳۹٪  |             |
| ۵  | علیرضا جعفرپور      | شمس‌آذر قزوین               | ۲۸   | ۱۰      | ۳۴       | ۳۶٪  | ۳           |
| ۶  | کریستوفر کنت        | فولاد خوزستان              | ۲۴   | ۹       | ۳۴       | ۳۸٪  | ۲           |
| ۷  | پیام نیازمند        | سپاهان اصفهان              | ۲۳   | ۸       | ۱۸       | ۳۵٪  |             |
| ۸  | حبیب فرعباسی        | ملوان انزلی ذوب‌آهن اصفهان  | ۲۴   | ۸       | ۱۹       | ۳۳٪  | ۱           |
| ۹  | حامد لک             | مس رفسنجان                 | ۲۴   | ۸       | ۲۵       | ۳۳٪  |             |
| ۱۰ | احمد گوهری          | آلومینیوم اراک             | ۲۷   | ۷       | ۳۱       | ۲۶٪  | ۱           |
| ۱۱ | علیرضا حقیقی        | هوادار تهران               | ۲۷   | ۷       | ۳۷       | ۲۶٪  |             |
| ۱۲ | افشار صداقت         | ملوان انزلی                | ۱۲   | ۶       | ۸        | ۵۰٪  |             |
| ۱۳ | محمد ناصری          | پیکان تهران                | ۱۹   | ۶       | ۲۲       | ۳۲٪  |             |
| ۱۴ | لوآن پولی           | نساجی مازندران             | ۹    | ۵       | ۵        | ۵۶٪  |             |
| ۱۵ | امیررضا رفیعی       | پرسپولیس                   | ۴    | ۴       | ۰        | ۱۰۰٪ |             |
| ۱۶ | نیما میرزازاد       | سپاهان اصفهان              | ۹    | ۴       | ۸        | ۴۴٪  |             |
| ۱۷ | پارسا جعفری         | ذوب‌آهن اصفهان              | ۱۱   | ۳       | ۱۰       | ۲۷٪  |             |
| ۱۸ | حسن پورحمیدی        | استقلال خوزستان            | ۱۶   | ۳       | ۱۷       | ۱۹٪  |             |
| ۱۹ | شهاب گردان          | فولاد خوزستان              | ۶    | ۲       | ۶        | ۳۳٪  |             |
| ۲۰ | پیام پارسا          | صنعت نفت آبادان            | ۲۱   | ۲       | ۳۲       | ۱۰٪  |             |
| ۲۱ | محمدرضا خالدآبادی   | استقلال                    | ۱    | ۱       | ۰        | ۱۰۰٪ |             |
| ۲۲ | سینا سعیدی‌فر        | شمس‌آذر قزوین               | ۱    | ۱       | ۰        | ۱۰۰٪ |             |
| ۲۳ | حسین خطیر           | نساجی مازندران             | ۲    | ۱       | ۲        | ۵۰٪  |             |
| ۲۴ | محمد خلیفه          | آلومینیوم اراک             | ۳    | ۱       | ۲        | ۳۳٪  |             |
| ۲۵ | محمدحسین اکبر منادی | ملوان انزلی                | ۴    | ۱       | ۴        | ۲۵٪  |             |
| ۲۶ | محمدرضا دیناروند    | پیکان تهران                | ۵    | ۱       | ۵        | ۲۰٪  |             |
| ۲۷ | علیرضا رضایی        | نساجی مازندران             | ۶    | ۱       | ۹        | ۱۷٪  |             |
| ۲۸ | داود نوشی صوفیانی   | مس رفسنجان                 | ۷    | ۱       | ۱۲       | ۱۴٪  |             |
| ۲۹ | ایمان صادقی         | پیکان تهران                | ۸    | ۱       | ۱۱       | ۱۳٪  |             |
| ۳۰ | فهد طالب            | صنعت نفت آبادان            | ۹    | ۱       | ۱۷       | ۱۱٪  |             |
| ۳۱ | محسن فروزان         | ذوب‌آهن اصفهان گل‌گهر سیرجان | ۱۱   | ۱       | ۱۴       | ۹٪   |             |
| ۳۲ | محمدرشید مظاهری     | نساجی مازندران             | ۱۴   | ۱       | ۲۰       | ۷٪   |             |
| ۳۳ | فرزین گروسیان       | استقلال خوزستان            | ۱۵   | ۰       | ۲۵       | ۰٪   |             |
| ۳۴ | آرشا شکوری          | هوادار تهران               | ۴    | ۰       | ۱۱       | ۰٪   |             |
| ۳۵ | کوروش ملکی          | شمس‌آذر قزوین               | ۱    | ۰       | ۱        | ۰٪   |             |
| ۳۶ | پرهام قناد          | ملوان انزلی                | ۱    | ۰       | ۳        | ۰٪   |             |

## بررسی گلزنی تیم‌ها در هر هفته از مسابقات
| تیم‌ها / هفته‌ها | جمع | ۱               | ۲               | ۳               | ۴               | ۵               | ۶               | ۷               | ۸               | ۹               | ۱۰              | ۱۱              | ۱۲                 | ۱۳              | ۱۴              | ۱۵              | ۱۶              | ۱۷              | ۱۸              | ۱۹              | ۲۰              | ۲۱              | ۲۲              | ۲۳              | ۲۴              | ۲۵              | ۲۶              | ۲۷              | ۲۸              | ۲۹              | ۳۰              |
| -------------- | --- | --------------- | --------------- | --------------- | --------------- | --------------- | --------------- | --------------- | --------------- | --------------- | --------------- | --------------- | ------------------ | --------------- | --------------- | --------------- | --------------- | --------------- | --------------- | --------------- | --------------- | --------------- | --------------- | --------------- | --------------- | --------------- | --------------- | --------------- | --------------- | --------------- | --------------- |
| استقلال        | ۲۵  |                 |                 | گل نزدن در هفته |                 |                 |                 |                 |                 |                 |                 |                 | گل نزدن در هفته    |                 |                 |                 |                 |                 |                 |                 | گل نزدن در هفته |                 |                 |                 |                 | گل نزدن در هفته |                 |                 | گل نزدن در هفته |                 |                 |
| پرسپولیس       | ۲۵  |                 |                 |                 |                 |                 |                 |                 | گل نزدن در هفته |                 | گل نزدن در هفته |                 |                    |                 |                 |                 | گل نزدن در هفته |                 |                 |                 | گل نزدن در هفته |                 |                 |                 |                 | گل نزدن در هفته |                 |                 |                 |                 |                 |
| سپاهان         | ۲۴  |                 |                 |                 |                 |                 |                 |                 |                 |                 |                 |                 |                    |                 | گل نزدن در هفته | گل نزدن در هفته | گل نزدن در هفته |                 | گل نزدن در هفته |                 |                 |                 |                 | گل نزدن در هفته |                 | گل نزدن در هفته |                 |                 |                 |                 |                 |
| شمس‌آذر         | ۲۳  |                 |                 |                 | گل نزدن در هفته |                 |                 |                 |                 |                 |                 |                 |                    | گل نزدن در هفته |                 |                 | گل نزدن در هفته |                 | گل نزدن در هفته |                 | گل نزدن در هفته | گل نزدن در هفته |                 |                 |                 |                 | گل نزدن در هفته |                 |                 |                 |                 |
| ملوان          | ۲۲  |                 | گل نزدن در هفته |                 |                 |                 |                 |                 | گل نزدن در هفته |                 |                 |                 | از دست دادن پنالتی |                 | گل نزدن در هفته |                 |                 |                 |                 |                 | گل نزدن در هفته |                 |                 | گل نزدن در هفته |                 |                 |                 | گل نزدن در هفته | گل نزدن در هفته |                 |                 |
| تراکتور        | ۲۱  |                 | گل نزدن در هفته |                 |                 |                 |                 |                 | گل نزدن در هفته |                 | گل نزدن در هفته |                 |                    |                 | گل نزدن در هفته |                 | گل نزدن در هفته | گل نزدن در هفته |                 |                 |                 |                 |                 |                 | گل نزدن در هفته | گل نزدن در هفته |                 |                 | گل نزدن در هفته |                 |                 |
| آلومینیوم      | ۲۱  | گل نزدن در هفته |                 |                 |                 | گل نزدن در هفته |                 | گل نزدن در هفته | گل نزدن در هفته |                 | گل نزدن در هفته |                 |                    | گل نزدن در هفته |                 |                 |                 |                 |                 |                 |                 |                 |                 | گل نزدن در هفته | گل نزدن در هفته |                 |                 |                 |                 | گل نزدن در هفته |                 |
| مس.رف          | ۲۰  | گل نزدن در هفته |                 | گل نزدن در هفته | گل نزدن در هفته |                 |                 | گل نزدن در هفته |                 |                 | گل نزدن در هفته | گل نزدن در هفته |                    |                 |                 |                 | گل نزدن در هفته |                 | گل نزدن در هفته |                 |                 |                 |                 |                 |                 |                 | گل نزدن در هفته |                 |                 |                 | گل نزدن در هفته |
| استقلال.خ      | ۱۸  |                 | گل نزدن در هفته | گل نزدن در هفته | گل نزدن در هفته |                 | گل نزدن در هفته | گل نزدن در هفته |                 |                 |                 |                 | گل نزدن در هفته    |                 |                 | گل نزدن در هفته | گل نزدن در هفته |                 | گل نزدن در هفته | گل نزدن در هفته |                 | گل نزدن در هفته | گل نزدن در هفته |                 |                 |                 |                 |                 |                 |                 |                 |
| پیکان          | ۱۸  |                 | گل نزدن در هفته |                 |                 | گل نزدن در هفته |                 |                 | گل نزدن در هفته | گل نزدن در هفته |                 |                 | گل نزدن در هفته    | گل نزدن در هفته | گل نزدن در هفته |                 |                 |                 |                 |                 |                 | گل نزدن در هفته |                 |                 |                 |                 | گل نزدن در هفته | گل نزدن در هفته | گل نزدن در هفته |                 | گل نزدن در هفته |
| صنعت.ن         | ۱۸  | گل نزدن در هفته |                 |                 |                 | گل نزدن در هفته |                 |                 |                 |                 | گل نزدن در هفته |                 |                    | گل نزدن در هفته | گل نزدن در هفته | گل نزدن در هفته | گل نزدن در هفته | گل نزدن در هفته |                 |                 | گل نزدن در هفته | گل نزدن در هفته |                 |                 | گل نزدن در هفته |                 |                 |                 |                 |                 | گل نزدن در هفته |
| گل‌گهر          | ۱۸  |                 | گل نزدن در هفته |                 |                 |                 |                 | گل نزدن در هفته |                 |                 |                 |                 | گل نزدن در هفته    | گل نزدن در هفته |                 | گل نزدن در هفته |                 |                 |                 | گل نزدن در هفته |                 | گل نزدن در هفته | گل نزدن در هفته | گل نزدن در هفته |                 |                 | گل نزدن در هفته | گل نزدن در هفته |                 | گل نزدن در هفته |                 |
| ذوب‌آهن         | ۱۸  |                 | گل نزدن در هفته |                 | گل نزدن در هفته |                 |                 |                 |                 |                 |                 |                 | گل نزدن در هفته    | گل نزدن در هفته |                 | گل نزدن در هفته | گل نزدن در هفته | گل نزدن در هفته | گل نزدن در هفته |                 | گل نزدن در هفته |                 | گل نزدن در هفته |                 |                 | گل نزدن در هفته |                 |                 | گل نزدن در هفته |                 |                 |
| هوادار         | ۱۷  | گل نزدن در هفته |                 |                 | گل نزدن در هفته | گل نزدن در هفته |                 | گل نزدن در هفته |                 | گل نزدن در هفته |                 | گل نزدن در هفته | گل نزدن در هفته    | گل نزدن در هفته |                 |                 | گل نزدن در هفته |                 |                 |                 |                 | گل نزدن در هفته |                 |                 |                 |                 |                 | گل نزدن در هفته | گل نزدن در هفته | گل نزدن در هفته |                 |
| نساجی          | ۱۶  |                 |                 | گل نزدن در هفته |                 |                 | گل نزدن در هفته | گل نزدن در هفته |                 | گل نزدن در هفته |                 | گل نزدن در هفته |                    | گل نزدن در هفته |                 | گل نزدن در هفته |                 | گل نزدن در هفته | گل نزدن در هفته |                 |                 | گل نزدن در هفته | گل نزدن در هفته | گل نزدن در هفته |                 |                 |                 |                 | گل نزدن در هفته |                 | گل نزدن در هفته |
| فولاد          | ۱۵  | گل نزدن در هفته |                 | گل نزدن در هفته | گل نزدن در هفته |                 |                 |                 | گل نزدن در هفته | گل نزدن در هفته |                 | گل نزدن در هفته | گل نزدن در هفته    | گل نزدن در هفته | گل نزدن در هفته |                 | گل نزدن در هفته |                 |                 |                 |                 | گل نزدن در هفته |                 | گل نزدن در هفته | گل نزدن در هفته |                 | گل نزدن در هفته | گل نزدن در هفته |                 |                 |                 |

نکات آماری
- بیشترین تعداد هفته گلزنی: استقلال و پرسپولیس  با گلزنی در ۲۵ هفته
- کمترین تعداد هفته گلزنی: فولاد خوزستان با گلزنی در ۱۵ هفته
- بیشترین گلزنی پیاپی:سپاهان با گلزنی ۱۳ در هفته متوالی (رنگ سبز در جدول)
- بیشترین عدم گلزنی پیاپی: صنعت نفت آبادان با عدم گلزنی در ۵ هفته متوالی (رنگ صورتی در جدول)
- بیشترین گل زده:سپاهان با ۵۳ گل زده
- بیشترین گل خورده: صنعت نفت آبادان با ۴۹ گل خورده
- کمترین گل خورده:استقلال با ۱۵ گل خورده
- کمترین گل زده:فولاد خوزستان با ۲۰ گل زده

| راهنمایی خانه‌ها                               | نماد            |
| --------------------------------------------- | --------------- |
| گلزنی در هفته                                 |                 |
| عدم گلزنی در هفته                             | گل نزدن در هفته |
| مجموع هفته‌هایی که در طول فصل هر تیم گل زده‌است |                 |

## نمودار هفتگی گل‌ها
.

## پنالتی‌ها
| پنالتی به سود  | تعداد | گل شده | گل نشده |
| -------------- | ----- | ------ | ------- |
| پرسپولیس       | ۹     | ۹      | -       |
| ملوان          | ۸     | ۶      | ۲       |
| سپاهان         | ۶     | ۵      | ۱       |
| استقلال        | ۵     | ۵      | -       |
| مس رفسنجان     | ۵     | ۴      | ۱       |
| صنعت نفت       | ۴     | ۴      | -       |
| استقلال خ      | ۴     | ۳      | ۱       |
| آلومینیوم اراک | ۳     | ۳      | -       |
| تراکتور        | ۳     | ۳      | -       |
| گل‌گهر          | ۳     | ۳      | -       |
| شمس آذر        | ۳     | ۲      | ۱       |
| هوادار         | ۳     | ۲      | ۱       |
| ذوب‌آهن         | ۳     | ۰      | ۳       |
| پیکان          | ۲     | ۲      | -       |
| نساجی          | ۲     | ۲      | ۰       |
| فولاد          | ۲     | ۱      | ۱       |

| پنالتی به ضرر  | تعداد | گل شده | گل نشده | مهار شده |
| -------------- | ----- | ------ | ------- | -------- |
| شمس آذر        | ۸     | ۵      | ۳       | ۲        |
| هوادار         | ۷     | ۷      | ۰       | ۰        |
| فولاد          | ۶     | ۵      | ۱       | ۱        |
| پیکان          | ۵     | ۳      | ۲       | -        |
| آلومینیوم اراک | ۵     | ۴      | ۱       | ۱        |
| ذوب‌آهن         | ۵     | ۵      | -       | -        |
| ملوان          | ۴     | ۳      | ۱       | ۱        |
| گل‌گهر          | ۴     | ۴      | -       | -        |
| پرسپولیس       | ۳     | ۲      | ۱       | ۱        |
| سپاهان         | ۳     | ۳      | -       | -        |
| مس رفسنجان     | ۳     | ۳      | -       | -        |
| صنعت نفت       | ۳     | ۳      | -       | -        |
| استقلال خ      | ۳     | ۳      | -       | -        |
| استقلال        | ۲     | ۰      | ۲       | ۲        |
| تراکتور        | ۲     | ۲      | -       | -        |
| نساجی          | ۲     | ۲      | -       | -        |

## بازیکنان خارجی
تعداد بازیکنان خارجی به ازای هر تیم در این دوره از مسابقات شش نفر محدود شده است که از این تعداد یک بازیکن باید از کشورهای آسیایی باشد.  نکته: بازیکنان باید سابقه ملی داشته باشند.
| تیم             | نام                 | شماره پیراهن | پست            | تعداد بازی | تعداد گل     | پاس گل | توضیحات                                                                              |
| --------------- | ------------------- | ------------ | -------------- | ---------- | ------------ | ------ | ------------------------------------------------------------------------------------ |
| استقلال         | کوین یامگا          | ۱۱           | وینگر          | ۱۵         | ۴            |        | (در تعطیلات نیم فصل به دلیل مصدومیت چشم ادامه فصل را از دست داد)                     |
| استقلال         | گوستاوو بلانکو      | ۱۹           | مهاجم          | ۲۴         | ۶            |        | (از هفته ششم با ثبت قرارداد در ترکیب استقلال قرار گرفت)                              |
| استقلال         | رافائل سیلوا        | ۵۵           | مدافع          | ۱۰         |              |        | (از نیم فصل به جمع آبی پوشان اضافه شد)                                               |
| استقلال         | جلال‌الدین ماشاریپوف | ۷۷           | هافبک          | ۱۴         | ۲            | ۱      | (از نیم فصل به جمع آبی پوشان اضافه شد)                                               |
| استقلال خوزستان | ساویو روبرتو        | ۵۵           | هافبک          | ۱۲         | ۲            | ۱      | (از نیم فصل به استقلال خوزستان پیوستند)                                              |
| استقلال خوزستان | عثمان اندونگ        | ۹۰           | مدافع          | ۱۴         | ۳            |        | (از نیم فصل به استقلال خوزستان پیوستند)                                              |
| استقلال خوزستان | داستانبک ترسونوف    | ۴۴           | مدافع          | ۱۲         | ۰            |        | (از نیم فصل به استقلال خوزستان پیوستند)                                              |
| استقلال خوزستان | آسو رستم            | ۱۴           | مهاجم          | ۱۴         | ۴            | ۱      | (از نیم فصل به استقلال خوزستان پیوستند)                                              |
| استقلال خوزستان | سرخیو کینترو        |              | هافبک          |            |              |        | (در هفته هجدهم با این تیم قرداد بست و با مثبت شدن تست هپاتیت B از این باشگاه جدا شد) |
| پرسپولیس        | گیورگی گولسیانی     | ۳۰           | مدافع          | ۲۵         | ۶            |        |                                                                                      |
| پرسپولیس        | نبیل باهویی         | ۱۴           | مهاجم          | ۸          | ۱            |        | (در هفته هفدهم با فسخ قرداد از پرسپولیس جدا شد                                       |
| پرسپولیس        | وحدت حنانوف         | ۶۶           | مدافع          | ۱۰         | ۰            | ۰      |                                                                                      |
| پرسپولیس        | عبدالکریم حسن       | ۳۳           | مدافع          | ۱۳         |              |        | (در نیم فصل به پرسپولیس پیوستند)                                                     |
| پرسپولیس        | آستان ارونوف        | ۷۰           | هافبک          | ۱۳         | ۶            |        | (در نیم فصل به پرسپولیس پیوستند)                                                     |
| تراکتور         | صفا هادی            | ۵            | هافبک          | ۲۳         | ۰            |        |                                                                                      |
| تراکتور         | ریکاردو آلوز        | ۱۰           | هافبک          | ۲۸         | ۳            | ۱۰     |                                                                                      |
| تراکتور         | گوستاوو واگنین      | ۷            | هافبک          | ۲۴         | ۵            | ۱      |                                                                                      |
| تراکتور         | میلوش دلتیچ         | ۱۹           | وینگر          | ۸          | ۱            |        | (در نیم فصل به تراکتور پیوست)                                                        |
| تراکتور         | آلوارو خیمنز        | ۸            | وینگر          | ۱۲         | ۰            | ۰      | (در نیم فصل با فسخ قرارداد به تنریف پیوست)                                           |
| تراکتور         | رومل کیوتو          |              | مهاجم          |            |              |        | )در نیم فصل به تراکتور پیوست با عدم تایید کادر فنی قرداد وی در همون نیم فصل فسخ شد   |
| ذوب‌آهن          | گریگول چابرادزه     | ۳۵           | مدافع          | ۱۳         | ۰            | ۱      | (در نیم فصل به ذوب‌آهن پیوست)                                                         |
| سپاهان          | نیلسون جونیور       | ۹۱           | مدافع          | ۶          | ۰            |        | در هفته یازدهم با توافقی دو طرفه از سپاهان جدا شد.                                   |
| سپاهان          | برایان دابو         | ۶            | هافبک دفاعی    | ۲۲         | ۰            | ۲      |                                                                                      |
| سپاهان          | عیسی عباس           | ۳۳           | مهاجم          | ۵          |              |        | (در نیم فصل به سپاهان پیوست)                                                         |
| صنعت نفت        | فهد طالب            | ۱            | دروازه‌بان      | ۹          | (۱ کلین شیت) |        | (در نیم فصل از صنعت نفت جدا شدند.)                                                   |
| صنعت نفت        | عباس قاسم           | ۲۹           | مدافع          | ۵          | ۰            |        | (در نیم فصل از صنعت نفت جدا شدند.)                                                   |
| صنعت نفت        | علی یوسف            | ۷            | مهاجم          | ۲۸         | ۴            |        |                                                                                      |
| صنعت نفت        | بوباکار تراوالی     | ۲۱           | مهاجم          | ۱۱         | ۱            |        | در نیم فصل به صنعت نفت پیوست                                                         |
| فولاد           | کریستوفر کنت        | ۲۴           | دروازه‌بان      | ۲۲         | (۸ کلین شیت) |        |                                                                                      |
| فولاد           | جفرسون باهیا        | ۲۸           | مدافع          | ۲۴         | ۰            |        |                                                                                      |
| فولاد           | موسی کولیبالی       | ۵            | مدافع          | ۲۸         | ۳            |        |                                                                                      |
| فولاد           | لوکاس کاندیدو       | ۱۵           | هافبک          | ۲۵         | ۱            |        |                                                                                      |
| فولاد           | گادوین منشا         | ۹۰           | مهاجم          | ۱۳         | ۱            |        | (بااعلام باشگاه فولاد در هفته هفدهم از فولاد جداشد)                                  |
| فولاد           | ابراهیم حصار        | ۲۱           | هافبک          | ۱۱         | ۱            | ۰      | (در نیم فصل به فولاد پیوست)                                                          |
| فولاد           | شیمبا               | ۹۲           | مهاجم          | ۱۲         | ۰            | ۰      | در هفته هفدهم به فولاد خوزستان پیوست                                                 |
| گل‌گهر           | اریک باگناما        | ۹۰           | مهاجم          | ۲۴         | ۱            | ۱      |                                                                                      |
| گل‌گهر           | میشل ته ورده        | ۱۹           | مهاجم          | ۱۱         | ۰            |        | (در هفته بیست و یکم به صورت توافقی از گل گهر جدا شد                                  |
| گل‌گهر           | روبرتو تورس         | ۳۰           | هافبک          | ۲۱         | ۵            | ۶      |                                                                                      |
| مس رفسنجان      | منتظر محمد          | ۶۶           | هافبک          | ۲۰         | ۳            |        | (به صورت قرضی در ابتدای فصل از استقلال تهران به این تیم پیوست.)                      |
| مس رفسنجان      | مصطفی محمد          | ۳            | مدافع          | ۰          | ۰            | ۰      | ۰                                                                                    |
| مس رفسنجان      | شیمبا               | ۲۹           | مهاجم (فوتبال) | ۱۰         | ۵            |        | (در نیم فصل با فسخ قرداد از مس رفسنجان جدا شد)                                       |
| مس رفسنجان      | علی عدنان           | ۵۳           | مدافع          | ۲۱         | ۰            | ۱      | (در هفته بیست چهارم با فسخ قرداد از مس رفسنجان جداشد.)                               |
| نساجی           | علا عباس            | ۹۹           | مهاجم          | ۹          | ۱            |        | (درنیم فصل با فسخ قرارداد از نساجی جدا شد)                                           |
| نساجی           | نونو                | ۲۳           | هافبک          | ۹          | ۱            |        | در هفته هجدهم به طور توافقی از نساجی جدا شد                                          |
| نساجی           | لوآن پولی           | ۲۷           | دروازه‌بان      | ۹          | ۳(کلین شیت)  |        | (در هفته بیست ویکم به نساجی پیوست)                                                   |

تاریخ به روز رسانی: ۱۵ خرداد ۱۴۰۳

## رکوردهای فصل

### اولین تیم با هزار گل زده
استقلال اولین تیم تاریخ لیگ برتر شد که به رکورد هزار گل زده رسید و تعداد گل‌هایش چهار رقمی شد.

### اولین گل فصل
اولین گل فصل توسط امیر طاهر در دقیقه ۳۱ بازی نساجی در مقابل پیکان وارد دروازه نساجی شد.

### سریع‌ترین گل فصل
آرمین سهرابیان در ثانیه ۴۴ بازی استقلال و هوادار در هفته بیست و یکم بازیها موفق به گلزنی شد.

### یک طرفه‌ترین بازی فصل
هفته ۱۳ : سپاهان  ۵ هوادار ۰
هفته ۲۸ : هوادار ۰ نساجی ۵

### پر گل‌ترین بازی فصل
هفته ۲۸ : پرسپولیس ۴ _ ۳ استقلال خوزستان

### پر گل‌ترین و کم گل‌ترین هفته فصل
پر گل‌ترین : هفته بیست ونهم با ۲۷ گل که میانگین ۳.۳۷ گل در هر بازی ثبت شد.
کم گل‌ترین : هفته شانزدهم با ۶ گل که میانگین ۰.۷۵ گل در هر بازی ثبت شد.

### کم گل‌ترین هفته تاریخ لیگ برتر
با به ثمر رسیدن فقط شش گل در هفته شانزدهم بیست‌ و سومین دوره لیگ برتر در کنار هفته بیست سوم سیزدهمین دوره لیگ برتر به عنوان کم گل‌ترین هفته لیگ برتر قرار گرفت.

### بسته نگه‌داشتن دروازه
رکورد گل نخوردن در دقایق متوالی در این فصل در اختیار حسین پورحمیدی دروازه‌بان تراکتور با ۵۲۴ دقیقه بسته نگه داشتن دروازه می‌باشد.

### جوان‌ترین بازیکن فصل
علی حسنی بازیکن فولاد با قرار گرفتن در ترکیب فولاد در طول فصل هفده سال سن جوان‌ترین بازیکن فصل شد.

### بیشترین دقایق حضور در زمین
حسین پورحمیدی دروازه‌بان تراکتور و مجید عیدی مدافع ملوان با ۲۷۰۰دقیقه حضور در این فصل بیشترین تایم حضور در این فصل را به نام خودشان ثبت کردند.

### بیشترین اخراجی در یک هفته
در هفته‌های ۱۴ و ۱۹ لیگ برتر داوران ۵ بار از کارت قرمز خود استفاده کردند. در هفته ۱۴ تعداد پنج اخراجی در سه بازی رخ داد و در هفته ۱۹ تعداد پنج اخراجی در پنج بازی اتفاق افتاد.

### جوان‌ترین گل زن لیگ
رضا غندی پور برای پیکان مقابل سپاهان درهفته چهارم  با هفده سال سن

### مسن ترین گل‌زن لیگ
لوسیانو پریرا با چهل سال سن برای مس رفسنجان مقابل پیکان

## داوران
| #  | داوران           | تعداد قضاوت | کارت قرمز |
| -- | ---------------- | ----------- | --------- |
| ۱  | بیژن حیدری       | ۱۶          | ۵         |
| ۲  | پیام حیدری       | ۱۵          | ۶         |
| ۳  | وحید کاظمی       | ۱۴          | ۳         |
| ۴  | امیر عرب‌براقی    | ۱۳          | ۲         |
| ۵  | کوپال ناظمی      | ۱۲          | ۴         |
| ۶  | موعود بنیادی‌فر   | ۱۲          | ۲         |
| ۷  | حسن اکرمی        | ۱۲          | ۲         |
| ۸  | امیرسامان سلطانی | ۱۱          | ۲         |
| ۹  | مرتضی منصوریان   | ۱۰          | ۵         |
| ۱۰ | رضا مهدوی        | ۹           | ۲         |
| ۱۱ | احمد محمدی       | ۸           | ۴         |
| ۱۲ | علی صفایی        | ۸           | ۲         |
| ۱۳ | رضا عادل         | ۸           | ۱         |
| ۱۴ | یاسر همرنگ       | ۸           | ۱         |
| ۱۵ | اشکان خورشیدی    | ۷           | ۱         |
| ۱۶ | وحید زمانی       | ۶           | ۳         |
| ۱۷ | ایمان کهیش       | ۶           | ۱         |
| ۱۸ | علی‌اصغر مومنی    | ۶           | ۰         |
| ۱۹ | عباس راکی        | ۵           | ۱         |
| ۲۰ | حسین زیاری       | ۵           | ۱         |

| #  | داوران           | تعداد قضاوت | کارت قرمز |
| -- | ---------------- | ----------- | --------- |
| ۲۱ | میثم حیدری       | ۵           | ۰         |
| ۲۲ | حسین زمانی       | ۴           | ۳         |
| ۲۳ | محمدحسین زاهدی‌فر | ۴           | ۳         |
| ۲۴ | حمید حاج‌ملک      | ۴           | ۱         |
| ۲۵ | محمدرضا تارخ     | ۴           | ۱         |
| ۲۶ | سعید رحیمی‌مقدم   | ۴           | ۱         |
| ۲۷ | روح‌اله شریفی     | ۴           | ۰         |
| ۲۸ | سعاد وفاپیشه     | ۴           | ۰         |
| ۲۹ | امیر ایار        | ۴           | ۰         |
| ۳۰ | شبیر بهروزی      | ۳           | ۱         |
| ۳۱ | فرهاد امینی      | ۳           | ۰         |
| ۳۲ | علی بای          | ۳           | ۰         |
| ۳۳ | فرزاد منصوری     | ۲           | ۱         |
| ۳۴ | مهرداد خسروی     | ۱           | ۰         |
| ۳۵ |                  |             |           |
| ۳۶ |                  |             |           |
| ۳۷ |                  |             |           |
| ۳۸ |                  |             |           |
| ۳۹ |                  |             |           |
| ۴۰ |                  |             |           |

توضیح : کارت قرمز برای کادر فنی تیم‌ها لحاظ نشده است

## نتایج نیم‌فصل اول
تاریخ به روز رسانی:۲۰ دی ۱۴۰۲

#### هفته اول
| # | تیم میزبان | نتیجه | تیم مهمان  | ساعت بازی | تاریخ بازی    |
| - | ---------- | ----- | ---------- | --------- | ------------- |
| ۱ | نساجی      | ۱–۱   | پیکان      | ۱۹:۰۰     | ۱۸ مرداد ۱۴۰۲ |
| ۲ | پرسپولیس   | ۱–۰   | آلومینیوم  | ۱۹:۰۰     | ۱۸ مرداد ۱۴۰۲ |
| ۳ | گل‌گهر      | ۳–۰   | فولاد      | ۱۹:۰۰     | ۱۸ مرداد ۱۴۰۲ |
| ۴ | ملوان      | ۱–۲   | ذوب‌آهن     | ۱۹:۰۰     | ۱۸ مرداد ۱۴۰۲ |
| ۵ | استقلال خ  | ۱–۱   | شمس آذر    | ۲۱:۳۰     | ۱۸ مرداد ۱۴۰۲ |
| ۶ | هوادار     | ۰–۰   | مس رفسنجان | ۱۹:۰۰     | ۱۹ مرداد ۱۴۰۲ |
| ۷ | سپاهان     | ۳–۱   | تراکتور    | ۱۹:۰۰     | ۱۹ مرداد ۱۴۰۲ |
| ۸ | صنعت نفت   | ۰–۳   | استقلال    | ۲۱:۳۰     | ۱۹ مرداد ۱۴۰۲ |

#### هفته دوم
| # | تیم میزبان | نتیجه | تیم مهمان | ساعت بازی | تاریخ بازی    |
| - | ---------- | ----- | --------- | --------- | ------------- |
| ۱ | پیکان      | ۰–۰   | گل‌گهر     | ۱۹:۰۰     | ۲۴ مرداد ۱۴۰۲ |
| ۲ | آلومینیوم  | ۱–۰   | استقلال خ | ۲۰:۰۰     | ۲۴ مرداد ۱۴۰۲ |
| ۴ | تراکتور    | ۰–۱   | پرسپولیس  | ۱۹:۰۰     | ۲۵ مرداد ۱۴۰۲ |
| ۳ | شمس آذر    | ۱–۲   | هوادار    | ۱۹:۳۰     | ۲۵ مرداد ۱۴۰۲ |
| ۵ | مس رفسنجان | ۱–۱   | نساجی     | ۲۰:۰۰     | ۲۵ مرداد ۱۴۰۲ |
| ۶ | ذوب‌آهن     | ۰–۲   | سپاهان    | ۲۱:۰۰     | ۲۵ مرداد ۱۴۰۲ |
| ۷ | فولاد      | ۱–۲   | صنعت نفت  | ۲۱:۳۰     | ۲۵ مرداد ۱۴۰۲ |
| ۸ | استقلال    | ۱–۰   | ملوان     | ۱۹:۳۰     | ۲۶ مرداد ۱۴۰۲ |

#### هفته سوم
| # | تیم میزبان | نتیجه | تیم مهمان | ساعت بازی | تاریخ بازی     |
| - | ---------- | ----- | --------- | --------- | -------------- |
| ۱ | مس رفسنجان | ۰–۳   | شمس آذر   | ۱۹:۰۰     | ۳۱ مرداد ۱۴۰۲  |
| ۲ | هوادار     | ۱–۲   | آلومینیوم | ۱۹:۰۰     | ۱ شهریور ۱۴۰۲  |
| ۳ | ملوان      | ۴–۰   | فولاد     | ۱۹:۳۰     | ۱ شهریور ۱۴۰۲  |
| ۴ | سپاهان     | ۱–۰   | استقلال   | ۲۰:۰۰     | ۱ شهریور ۱۴۰۲  |
| ۵ | صنعت نفت   | ۱–۱   | پیکان     | ۲۲:۳۰     | ۱ شهریور ۱۴۰۲  |
| ۶ | پرسپولیس   | ۱–۱   | ذوب‌آهن    | ۱۹:۳۰     | ۲ شهریور ۱۴۰۲  |
| ۷ | نساجی      | ۰–۱   | گل‌گهر     | ۲۰:۰۰     | ۲ شهریور ۱۴۰۲  |
| ۸ | استقلال خ  | ۰–۱   | تراکتور   | ۲۱:۳۰     | ۱۱ شهریور ۱۴۰۲ |

#### هفته چهارم
| # | تیم میزبان | نتیجه | تیم مهمان | ساعت بازی | تاریخ بازی    |
| - | ---------- | ----- | --------- | --------- | ------------- |
| ۱ | استقلال    | ۱–۰   | استقلال خ | ۱۹:۰۰     | ۶ شهریور ۱۴۰۲ |
| ۲ | تراکتور    | ۱–۰   | مس. رف    | ۱۹:۰۰     | ۶ شهریور ۱۴۰۲ |
| ۳ | پیکان      | ۱–۳   | سپاهان    | ۱۹:۳۰     | ۷ شهریور ۱۴۰۲ |
| ۴ | نساجی      | ۳–۱   | صنعت نفت  | ۱۹:۳۰     | ۷ شهریور ۱۴۰۲ |
| ۵ | گل‌گهر      | ۱–۱   | ملوان     | ۲۰:۰۰     | ۷ شهریور ۱۴۰۲ |
| ۶ | ذوب‌آهن     | ۰–۰   | هوادار    | ۱۹:۳۰     | ۸ شهریور ۱۴۰۲ |
| ۷ | آلومینیوم  | ۲–۰   | شمس آذر   | ۲۰:۰۰     | ۸ شهریور ۱۴۰۲ |
| ۸ | فولاد      | ۰–۲   | پرسپولیس  | ۲۱:۳۰     | ۸ شهریور ۱۴۰۲ |

#### هفته پنجم
| # | تیم میزبان | نتیجه | تیم مهمان | ساعت بازی | تاریخ بازی     |
| - | ---------- | ----- | --------- | --------- | -------------- |
| ۱ | ملوان      | ۲–۰   | پیکان     | ۱۷:۴۵     | ۲۹ شهریور ۱۴۰۲ |
| ۲ | هوادار     | ۰–۱   | تراکتور   | ۱۸:۳۰     | ۲۹ شهریور ۱۴۰۲ |
| ۳ | مس. رف     | ۲–۰   | آلومینیوم | ۱۸:۱۵     | ۳۰ شهریور ۱۴۰۲ |
| ۴ | استقلال. خ | ۱–۲   | ذوب‌آهن    | ۱۹:۳۰     | ۳۰ شهریور ۱۴۰۲ |
| ۵ | صنعت نفت   | ۰–۱   | گل‌گهر     | ۱۵:۰۰     | ۲۲ آذر ۱۴۰۲    |
| ۶ | سپاهان     | ۳–۱   | فولاد     | ۱۵:۰۰     | ۲۳ آذر ۱۴۰۲    |
| ۷ | پرسپولیس   | ۱–۱   | استقلال   | ۱۶:۳۰     | ۲۳ آذر ۱۴۰۲    |
| ۸ | شمس آذر    | ۲–۱   | نساجی     | ۱۷:۳۰     | ۲۳ آذر ۱۴۰۲    |

#### هفته ششم
| # | تیم میزبان | نتیجه | تیم مهمان  | ساعت بازی | تاریخ بازی  |
| - | ---------- | ----- | ---------- | --------- | ----------- |
| ۱ | نساجی      | ۰–۱   | آلومینیوم  | ۱۸:۰۰     | ۲۵ مهر ۱۴۰۲ |
| ۲ | پیکان      | ۱–۳   | پرسپولیس   | ۱۶:۵۰     | ۲۷ مهر ۱۴۰۲ |
| ۳ | صنعت نفت   | ۱–۱   | ملوان      | ۱۹:۰۰     | ۲۷ مهر ۱۴۰۲ |
| ۴ | استقلال    | ۳–۲   | هوادار     | ۱۸:۰۰     | ۲۸ مهر ۱۴۰۲ |
| ۵ | فولاد      | ۱–۰   | استقلال. خ | ۱۹:۰۰     | ۲۸ مهر ۱۴۰۲ |
| ۶ | ذوب‌آهن     | ۱–۲   | مس. رف     | ۱۸:۰۰     | ۲۹ مهر ۱۴۰۲ |
| ۷ | تراکتور    | ۲–۳   | شمس آذر    | ۱۸:۱۵     | ۲۹ مهر ۱۴۰۲ |
| ۸ | گل‌گهر      | ۳–۱   | سپاهان     | ۱۵:۰۰     | ۷ دی ۱۴۰۲   |

#### هفته هفتم
| # | تیم میزبان | نتیجه | تیم مهمان | ساعت بازی | تاریخ بازی  |
| - | ---------- | ----- | --------- | --------- | ----------- |
| ۱ | شمس آذر    | ۱–۲   | ذوب‌آهن    | ۱۷:۱۵     | ۱۳ مهر ۱۴۰۲ |
| ۲ | آلومینیوم  | ۰–۴   | تراکتور   | ۱۷:۱۵     | ۱۳ مهر ۱۴۰۲ |
| ۳ | استقلال. خ | ۰–۱   | پیکان     | ۱۹:۳۰     | ۱۳ مهر ۱۴۰۲ |
| ۴ | هوادار     | ۰–۱   | فولاد     | ۱۷:۰۰     | ۱۴ مهر ۱۴۰۲ |
| ۵ | مس. رف     | ۰–۱   | استقلال   | ۱۷:۴۵     | ۱۵ مهر ۱۴۰۲ |
| ۶ | سپاهان     | ۴–۱   | صنعت نفت  | ۱۹:۴۵     | ۱۵ مهر ۱۴۰۲ |
| ۷ | ملوان      | ۱–۰   | نساجی     | ۱۷:۱۵     | ۱۶ مهر ۱۴۰۲ |
| ۸ | پرسپولیس   | ۱–۰   | گل‌گهر     | ۱۹:۱۵     | ۱۶ مهر ۱۴۰۲ |

#### هفته هشتم
| # | تیم میزبان | نتیجه | تیم مهمان  | ساعت بازی | تاریخ بازی  |
| - | ---------- | ----- | ---------- | --------- | ----------- |
| ۱ | استقلال    | ۱–۰   | آلومینیوم  | ۱۸:۰۰     | ۵ آبان ۱۴۰۲ |
| ۲ | ذوب‌آهن     | ۱–۰   | تراکتور    | ۱۸:۰۰     | ۵ آبان ۱۴۰۲ |
| ۳ | فولاد      | ۰–۱   | شمس آذر    | ۱۹:۰۰     | ۵ آبان ۱۴۰۲ |
| ۴ | گل‌گهر      | ۳–۳   | هوادار     | ۱۷:۳۰     | ۶ آبان ۱۴۰۲ |
| ۵ | پیکان      | ۰–۱   | مس. رف     | ۱۸:۰۰     | ۶ آبان ۱۴۰۲ |
| ۶ | صنعت نفت   | ۱–۱   | استقلال. خ | ۱۹:۳۰     | ۶ آبان ۱۴۰۲ |
| ۷ | نساجی      | ۱–۱   | سپاهان     | ۱۵:۰۰     | ۷ آبان ۱۴۰۲ |
| ۸ | ملوان      | ۰–۰   | پرسپولیس   | ۱۶:۰۰     | ۷ آبان ۱۴۰۲ |

#### هفته نهم
| # | تیم میزبان | نتیجه | تیم مهمان | ساعت بازی | تاریخ بازی   |
| - | ---------- | ----- | --------- | --------- | ------------ |
| ۱ | آلومینیوم  | ۱–۱   | ذوب‌آهن    | ۱۵:۰۰     | ۱۱ آبان ۱۴۰۲ |
| ۲ | تراکتور    | ۳–۰   | نساجی     | ۱۵:۳۰     | ۱۱ آبان ۱۴۰۲ |
| ۳ | شمس آذر    | ۲–۲   | استقلال   | ۱۵:۳۰     | ۱۱ آبان ۱۴۰۲ |
| ۴ | سپاهان     | ۲–۳   | ملوان     | ۱۶:۳۰     | ۱۱ آبان ۱۴۰۲ |
| ۵ | پرسپولیس   | ۲–۲   | صنعت نفت  | ۱۸:۰۰     | ۱۱ آبان ۱۴۰۲ |
| ۶ | مس. رف     | ۳–۰   | فولاد     | ۱۵:۰۰     | ۱۲ آبان ۱۴۰۲ |
| ۷ | هوادار     | ۰–۰   | پیکان     | ۱۵:۰۰     | ۱۲ آبان ۱۴۰۲ |
| ۸ | استقلال. خ | ۱–۱   | گل‌گهر     | ۱۸:۰۰     | ۱۲ آبان ۱۴۰۲ |

#### هفته دهم
| # | تیم میزبان | نتیجه | تیم مهمان  | ساعت بازی | تاریخ بازی   |
| - | ---------- | ----- | ---------- | --------- | ------------ |
| ۱ | گل‌گهر      | ۲–۰   | مس. رف     | ۱۵:۰۰     | ۱۹ آبان ۱۴۰۲ |
| ۲ | پیکان      | ۱–۱   | شمس‌آذر     | ۱۵:۰۰     | ۱۹ آبان ۱۴۰۲ |
| ۳ | ملوان      | ۱–۱   | استقلال. خ | ۱۵:۰۰     | ۱۹ آبان ۱۴۰۲ |
| ۴ | فولاد      | ۱–۰   | آلومینیوم  | ۱۶:۴۵     | ۱۹ آبان ۱۴۰۲ |
| ۵ | استقلال    | ۲–۰   | تراکتور    | ۱۵:۰۰     | ۲۰ آبان ۱۴۰۲ |
| ۶ | صنعت نفت   | ۰–۲   | هوادار     | ۱۵:۳۰     | ۲۰ آبان ۱۴۰۲ |
| ۷ | نساجی      | ۱–۲   | ذوب‌آهن     | ۱۵:۰۰     | ۲۱ آبان ۱۴۰۲ |
| ۸ | سپاهان     | ۱–۰   | پرسپولیس   | ۱۶:۳۰     | ۲۱ آبان ۱۴۰۲ |

#### هفته یازدهم
| # | تیم میزبان | نتیجه | تیم مهمان | ساعت بازی | تاریخ بازی |
| - | ---------- | ----- | --------- | --------- | ---------- |
| ۱ | استقلال. خ | ۱–۳   | سپاهان    | ۱۶:۴۵     | ۲ آذر ۱۴۰۲ |
| ۲ | هوادار     | ۰–۱   | ملوان     | ۱۵:۰۰     | ۳ آذر ۱۴۰۲ |
| ۳ | مس. رف     | ۰–۲   | صنعت نفت  | ۱۵:۰۰     | ۳ آذر ۱۴۰۲ |
| ۴ | آلومینیوم  | ۱–۱   | پیکان     | ۱۵:۰۰     | ۳ آذر ۱۴۰۲ |
| ۵ | تراکتور    | ۲–۰   | فولاد     | ۱۵:۰۰     | ۴ آذر ۱۴۰۲ |
| ۶ | شمس‌آذر     | ۱–۱   | گل‌گهر     | ۱۵:۰۰     | ۴ آذر ۱۴۰۲ |
| ۷ | ذوب‌آهن     | ۱–۱   | استقلال   | ۱۷:۳۰     | ۴ آذر ۱۴۰۲ |
| ۸ | پرسپولیس   | ۱–۰   | نساجی     | ۱۷:۳۰     | ۷ دی ۱۴۰۲  |

#### هفته دوازدهم
| # | تیم میزبان | نتیجه | تیم مهمان  | ساعت بازی | تاریخ بازی  |
| - | ---------- | ----- | ---------- | --------- | ----------- |
| ۱ | گل‌گهر      | ۰–۱   | تراکتور    | ۱۵:۰۰     | ۱۶ آذر ۱۴۰۲ |
| ۲ | پیکان      | ۰–۰   | ذوب‌آهن     | ۱۵:۰۰     | ۱۷ آذر ۱۴۰۲ |
| ۳ | ملوان      | ۰–۲   | شمس‌آذر     | ۱۵:۰۰     | ۱۷ آذر ۱۴۰۲ |
| ۴ | صنعت نفت   | ۱–۲   | آلومینیوم  | ۱۵:۰۰     | ۱۷ آذر ۱۴۰۲ |
| ۵ | نساجی      | ۱–۰   | استقلال. خ | ۱۵:۰۰     | ۱۸ آذر ۱۴۰۲ |
| ۶ | سپاهان     | ۴–۱   | مس. رف     | ۱۵:۰۰     | ۱۸ آذر ۱۴۰۲ |
| ۷ | پرسپولیس   | ۱–۰   | هوادار     | ۱۵:۳۰     | ۱۸ آذر ۱۴۰۲ |
| ۸ | فولاد      | ۰–۰   | استقلال    | ۱۷:۴۵     | ۱۸ آذر ۱۴۰۲ |

#### هفته سیزدهم
| # | تیم میزبان | نتیجه | تیم مهمان | ساعت بازی | تاریخ بازی  |
| - | ---------- | ----- | --------- | --------- | ----------- |
| ۱ | مس. رف     | ۱–۴   | ملوان     | ۱۵:۰۰     | ۲۷ آذر ۱۴۰۲ |
| ۲ | تراکتور    | ۲–۰   | پیکان     | ۱۵:۰۰     | ۲۷ آذر ۱۴۰۲ |
| ۳ | هوادار     | ۰–۵   | سپاهان    | ۱۴:۰۰     | ۲۸ آذر ۱۴۰۲ |
| ۴ | آلومینیوم  | ۰–۰   | گل‌گهر     | ۱۵:۰۰     | ۲۸ آذر ۱۴۰۲ |
| ۵ | شمس‌آذر     | ۰–۰   | صنعت نفت  | ۱۵:۰۰     | ۲۸ آذر ۱۴۰۲ |
| ۶ | استقلال. خ | ۲–۲   | پرسپولیس  | ۱۵:۳۰     | ۲۸ آذر ۱۴۰۲ |
| ۷ | ذوب‌آهن     | ۰–۰   | فولاد     | ۱۶:۳۰     | ۲۸ آذر ۱۴۰۲ |
| ۸ | استقلال    | ۴–۰   | نساجی     | ۱۷:۳۰     | ۲۸ آذر ۱۴۰۲ |

#### هفته چهاردهم
| # | تیم میزبان | نتیجه | تیم مهمان | ساعت بازی | تاریخ بازی |
| - | ---------- | ----- | --------- | --------- | ---------- |
| ۱ | پیکان      | ۰–۰   | فولاد     | ۱۴:۰۰     | ۳ دی ۱۴۰۲  |
| ۲ | نساجی      | ۲–۲   | هوادار    | ۱۵:۰۰     | ۳ دی ۱۴۰۲  |
| ۳ | گل‌گهر      | ۱–۱   | استقلال   | ۱۵:۰۰     | ۳ دی ۱۴۰۲  |
| ۴ | سپاهان     | ۰–۱   | آلومینیوم | ۱۵:۳۰     | ۳ دی ۱۴۰۲  |
| ۵ | پرسپولیس   | ۲–۱   | شمس‌آذر    | ۱۷:۳۰     | ۳ دی ۱۴۰۲  |
| ۶ | استقلال. خ | ۲–۱   | مس. رف    | ۱۷:۴۵     | ۳ دی ۱۴۰۲  |
| ۷ | صنعت نفت   | ۰–۱   | ذوب‌آهن    | ۱۵:۰۰     | ۴ دی ۱۴۰۲  |
| ۸ | ملوان      | ۰–۰   | تراکتور   | ۱۵:۰۰     | ۴ دی ۱۴۰۲  |

#### هفته پانزدهم
| # | تیم میزبان | نتیجه | تیم مهمان  | ساعت بازی | تاریخ بازی |
| - | ---------- | ----- | ---------- | --------- | ---------- |
| ۱ | تراکتور    | ۳–۰   | صنعت نفت   | ۱۵:۰۰     | ۹ دی ۱۴۰۲  |
| ۲ | استقلال    | ۲–۱   | پیکان      | ۱۶:۳۰     | ۹ دی ۱۴۰۲  |
| ۳ | هوادار     | ۲–۰   | استقلال. خ | ۱۵:۰۰     | ۱۰ دی ۱۴۰۲ |
| ۴ | آلومینیوم  | ۱–۱   | ملوان      | ۱۵:۰۰     | ۱۰ دی ۱۴۰۲ |
| ۵ | شمس‌آذر     | ۱–۰   | سپاهان     | ۱۵:۳۰     | ۱۱ دی ۱۴۰۲ |
| ۶ | مس. رف     | ۱–۱   | پرسپولیس   | ۱۷:۳۰     | ۱۱ دی ۱۴۰۲ |
| ۷ | ذوب‌آهن     | ۰–۰   | گل‌گهر      | ۱۵:۰۰     | ۱۳ دی ۱۴۰۲ |
| ۸ | فولاد      | ۱–۰   | نساجی      | ۱۷:۴۵     | ۱۳ دی ۱۴۰۲ |

منبع:IPL Stats
سازمان لیگ فوتبال ایران

## نتایج نیم‌فصل دوم

#### هفته شانزدهم
| # | تیم میزبان | نتیجه | تیم مهمان | ساعت بازی | تاریخ بازی      |
| - | ---------- | ----- | --------- | --------- | --------------- |
| ۱ | فولاد      | ۰–۱   | گل‌گهر     | ۱۵:۰۰     | ۲۵ بهمن ۱۴۰۲    |
| ۲ | ذوب‌آهن     | ۰–۱   | ملوان     | ۱۵:۰۰     | ۲۶ بهمن ۱۴۰۲    |
| ۳ | مس.رف      | ۰–۰   | هوادار    | ۱۵:۰۰     | ۲۶ بهمن ۱۴۰۲    |
| ۴ | پیکان      | ۱–۱   | نساجی     | ۱۵:۰۰     | ۲۶ بهمن ۱۴۰۲    |
| ۵ | شمس آذر    | ۰–۰   | استقلال خ | ۱۵:۰۰     | ۲۶ بهمن ۱۴۰۲    |
| ۶ | آلومینیوم  | ۱–۰   | پرسپولیس  | ۱۷:۳۰     | ۲۶ بهمن ۱۴۰۲    |
| ۷ | استقلال    | ۱–۰   | صنعت نفت  | ۱۷:۳۰     | ۲۷ بهمن ۱۴۰۲    |
| ۸ | تراکتور    | ۰–۰   | سپاهان    | ۱۹:۳۰     | ۱۵ فروردین ۱۴۰۳ |

#### هفته هفدهم
| # | تیم میزبان | نتیجه | تیم مهمان  | ساعت بازی | تاریخ بازی      |
| - | ---------- | ----- | ---------- | --------- | --------------- |
| ۱ | گل‌گهر      | ۲–۲   | پیکان      | ۱۴:۳۰     | ۲اسفند ۱۴۰۲     |
| ۲ | پرسپولیس   | ۲–۰   | تراکتور    | ۱۵:۰۰     | ۲اسفند ۱۴۰۲     |
| ۳ | استقلال خ  | ۳–۲   | آلومینیوم  | ۱۶:۰۰     | ۲اسفند ۱۴۰۲     |
| ۴ | نساجی      | ۰–۳   | مس رفسنجان | ۱۴:۳۰     | ۲اسفند ۱۴۰۲     |
| ۵ | هوادار     | ۲–۱   | شمس آذر    | ۱۵:۰۰     | ۳اسفند ۱۴۰۲     |
| ۶ | ملوان      | ۱–۱   | استقلال    | ۱۵:۰۰     | ۳اسفند ۱۴۰۲     |
| ۷ | صنعت نفت   | ۰–۲   | فولاد      | ۱۶:۰۰     | ۳اسفند ۱۴۰۲     |
| ۸ | سپاهان     | ۱–۰   | ذوب‌آهن     | ۱۶:۳۰     | ۲۹ فروردین ۱۴۰۳ |

#### هفته هجدهم
| # | تیم میزبان | نتیجه | تیم مهمان  | ساعت بازی | تاریخ بازی      |
| - | ---------- | ----- | ---------- | --------- | --------------- |
| ۱ | نساجی      | ۰–۳   | گل‌گهر      | ۱۴:۳۰     | ۸ اسفند ۱۴۰۲    |
| ۲ | فولاد      | ۱–۱   | ملوان      | ۱۶:۰۰     | ۸ اسفند ۱۴۰۲    |
| ۳ | استقلال    | ۱–۰   | سپاهان     | ۱۷:۱۵     | ۸ اسفند ۱۴۰۲    |
| ۴ | تراکتور    | ۲–۰   | استقلال خ  | ۱۴:۳۰     | ۹ اسفند ۱۴۰۲    |
| ۵ | شمس آذر    | ۰–۰   | مس رفسنجان | ۱۵:۰۰     | ۹ اسفند ۱۴۰۲    |
| ۶ | پیکان      | ۲–۲   | صنعت نفت   | ۱۵:۰۰     | ۹ اسفند ۱۴۰۲    |
| ۷ | ذوب‌آهن     | ۰–۱   | پرسپولیس   | ۱۷:۱۵     | ۹ اسفند ۱۴۰۲    |
| ۸ | آلومینیوم  | ۱–۱   | هوادار     | ۱۹:۱۵     | ۱۵ فروردین ۱۴۰۳ |

#### هفته نوزدهم
| # | تیم میزبان | نتیجه | تیم مهمان | ساعت بازی | تاریخ بازی    |
| - | ---------- | ----- | --------- | --------- | ------------- |
| ۱ | هوادار     | ۲–۲   | ذوب‌آهن    | ۱۷:۲۰     | ۱۷ اسفند ۱۴۰۲ |
| ۲ | ملوان      | ۱–۰   | گل‌گهر     | ۱۷:۳۰     | ۱۷ اسفند ۱۴۰۲ |
| ۳ | صنعت نفت   | ۱–۱   | نساجی     | ۱۷:۴۰     | ۱۷ اسفند ۱۴۰۲ |
| ۴ | مس. رف     | ۱–۱   | تراکتور   | ۱۷:۱۰     | ۱۸ اسفند ۱۴۰۲ |
| ۵ | سپاهان     | ۲–۳   | پیکان     | ۱۷:۲۰     | ۱۸ اسفند ۱۴۰۲ |
| ۶ | شمس آذر    | ۲–۱   | آلومینیوم | ۱۷:۳۰     | ۱۸ اسفند ۱۴۰۲ |
| ۷ | پرسپولیس   | ۴–۲   | فولاد     | ۱۷:۳۰     | ۱۸ اسفند ۱۴۰۲ |
| ۸ | استقلال خ  | ۰–۱   | استقلال   | ۱۹:۴۵     | ۱۸ اسفند ۱۴۰۲ |

#### هفته بیستم
| # | تیم میزبان | نتیجه | تیم مهمان  | ساعت بازی | تاریخ بازی    |
| - | ---------- | ----- | ---------- | --------- | ------------- |
| ۱ | ذوب‌آهن     | ۰–۲   | استقلال. خ | ۱۸:۴۵     | ۲۳ اسفند ۱۴۰۲ |
| ۲ | پیکان      | ۰–۱   | ملوان      | ۱۸:۴۵     | ۲۳ اسفند ۱۴۰۲ |
| ۳ | گل‌گهر      | ۱–۰   | صنعت نفت   | ۱۸:۴۵     | ۲۳ اسفند ۱۴۰۲ |
| ۴ | نساجی      | ۱–۰   | شمس آذر    | ۱۹:۰۰     | ۲۳ اسفند ۱۴۰۲ |
| ۵ | فولاد      | ۱–۳   | سپاهان     | ۱۹:۰۰     | ۲۳ اسفند ۱۴۰۲ |
| ۶ | آلومینیوم  | ۱–۳   | مس. رف     | ۱۹:۰۰     | ۲۳ اسفند ۱۴۰۲ |
| ۷ | تراکتور    | ۴–۲   | هوادار     | ۱۹:۰۰     | ۲۳ اسفند ۱۴۰۲ |
| ۸ | استقلال    | ۰–۰   | پرسپولیس   | ۲۰:۰۰     | ۲۳ اسفند ۱۴۰۲ |

#### هفته بیست و یکم
| # | تیم میزبان | نتیجه | تیم مهمان | ساعت بازی | تاریخ بازی    |
| - | ---------- | ----- | --------- | --------- | ------------- |
| ۱ | آلومینیوم  | ۱–۰   | نساجی     | ۱۸:۴۵     | ۲۷ اسفند ۱۴۰۲ |
| ۲ | سپاهان     | ۲–۰   | گل‌گهر     | ۱۸:۴۵     | ۲۷ اسفند ۱۴۰۲ |
| ۳ | مس. رف     | ۲–۲   | ذوب‌آهن    | ۱۸:۴۵     | ۲۷ اسفند ۱۴۰۲ |
| ۴ | پرسپولیس   | ۲–۰   | پیکان     | ۱۸:۴۵     | ۲۷ اسفند ۱۴۰۲ |
| ۵ | استقلال‌خ   | ۰–۰   | فولاد     | ۱۹:۰۰     | ۲۷ اسفند ۱۴۰۲ |
| ۶ | ملوان      | ۱–۰   | صنعت نفت  | ۱۹:۰۰     | ۲۷ اسفند ۱۴۰۲ |
| ۷ | شمس آذر    | ۰–۲   | تراکتور   | ۱۹:۰۰     | ۲۷ اسفند ۱۴۰۲ |
| ۸ | هوادار     | ۰–۱   | استقلال   | ۲۱:۰۰     | ۲۷ اسفند ۱۴۰۲ |

#### هفته بیست و دوم
| # | تیم میزبان | نتیجه | تیم مهمان | ساعت بازی | تاریخ بازی      |
| - | ---------- | ----- | --------- | --------- | --------------- |
| ۱ | نساجی      | ۰–۱   | ملوان     | ۱۹:۰۰     | ۱۸ فروردین ۱۴۰۳ |
| ۲ | ذوب‌آهن     | ۰–۲   | شمس آذر   | ۱۹:۰۰     | ۱۸ فروردین ۱۴۰۳ |
| ۳ | استقلال    | ۲–۲   | مس. رف    | ۱۹:۰۰     | ۱۸ فروردین ۱۴۰۳ |
| ۴ | گل‌گهر      | ۰–۱   | پرسپولیس  | ۱۹:۰۰     | ۱۹ فروردین ۱۴۰۳ |
| ۵ | پیکان      | ۱–۰   | استقلال.خ | ۱۹:۰۰     | ۱۹ فروردین ۱۴۰۳ |
| ۶ | فولاد      | ۳–۳   | هوادار    | ۱۹:۱۵     | ۱۹ فروردین ۱۴۰۳ |
| ۷ | صنعت نفت   | ۲–۱   | سپاهان    | ۱۹:۱۵     | ۲۰ فروردین ۱۴۰۳ |
| ۸ | تراکتور    | ۱–۱   | آلومینیوم | ۱۹:۳۰     | ۲۰ فروردین ۱۴۰۳ |

#### هفته بیست وسوم
| # | تیم میزبان      | نتیجه | تیم مهمان | ساعت بازی | تاریخ بازی      |
| - | --------------- | ----- | --------- | --------- | --------------- |
| ۱ | شمس آذر         | ۱–۰   | فولاد     | ۱۷:۰۰     | ۲۴ فروردین ۱۴۰۳ |
| ۲ | تراکتور         | ۱–۴   | ذوب‌آهن    | ۱۷:۰۰     | ۲۴ فروردین ۱۴۰۳ |
| ۳ | مس. رف          | ۲–۲   | پیکان     | ۱۷:۳۰     | ۲۴ فروردین ۱۴۰۳ |
| ۴ | سپاهان          | ۰–۰   | نساجی     | ۱۷:۵۰     | ۲۴ فروردین ۱۴۰۳ |
| ۵ | هوادار          | ۱–۰   | گل‌گهر     | ۱۸:۰۰     | ۲۴ فروردین ۱۴۰۳ |
| ۶ | آلومینیوم       | ۰–۱   | استقلال   | ۱۸:۰۰     | ۲۴ فروردین ۱۴۰۳ |
| ۷ | استقلال خوزستان | ۲–۱   | صنعت نفت  | ۱۸:۰۰     | ۲۴ فروردین ۱۴۰۳ |
| ۸ | پرسپولیس        | ۱–۰   | ملوان     | ۲۰:۰۰     | ۲۴ فروردین ۱۴۰۳ |

#### هفته بیست و چهارم
| # | تیم میزبان | نتیجه | تیم مهمان | ساعت بازی | تاریخ بازی      |
| - | ---------- | ----- | --------- | --------- | --------------- |
| ۱ | پیکان      | ۲–۲   | هوادار    | ۱۶:۳۰     | ۳۰ فروردین ۱۴۰۳ |
| ۲ | گل‌گهر      | ۲–۲   | استقلال خ | ۱۷:۴۵     | ۳۰ فروردین ۱۴۰۳ |
| ۳ | صنعت نفت   | ۰–۳   | پرسپولیس  | ۱۹:۰۰     | ۳۰ فروردین ۱۴۰۳ |
| ۴ | نساجی      | ۱–۰   | تراکتور   | ۱۶:۳۰     | ۳۱ فروردین ۱۴۰۳ |
| ۵ | استقلال    | ۳–۲   | شمس آذر   | ۱۸:۰۰     | ۳۱ فروردین ۱۴۰۳ |
| ۶ | فولاد      | ۰–۱   | مس. رف    | ۱۸:۱۰     | ۳۱ فروردین ۱۴۰۳ |
| ۷ | ذوب‌آهن     | ۲–۰   | آلومینیوم | ۱۶:۳۰     | ۲ اردیبهشت ۱۴۰۳ |
| ۸ | ملوان      | ١–۲   | سپاهان    | ۱۷:۰۰     | ۲ اردیبهشت ۱۴۰۳ |

#### هفته بیست و پنجم
| # | تیم میزبان | نتیجه | تیم مهمان | ساعت بازی | تاریخ بازی       |
| - | ---------- | ----- | --------- | --------- | ---------------- |
| ۱ | شمس‌آذر     | ۲–۱   | پیکان     | ۱۸:۲۰     | ۱۱ اردیبهشت ۱۴۰۳ |
| ۲ | تراکتور    | ۰–۰   | استقلال   | ۱۷:۰۰     | ۱۲ اردیبهشت ۱۴۰۳ |
| ۳ | هوادار     | ۲–۱   | صنعت نفت  | ۱۷:۰۰     | ۱۲ اردیبهشت ۱۴۰۳ |
| ۴ | مس. رف     | ۱–۱   | گل‌گهر     | ۱۷:۴۵     | ۱۲ اردیبهشت ۱۴۰۳ |
| ۵ | ذوب‌آهن     | ۰–۲   | نساجی     | ۱۷:۴۵     | ۱۲ اردیبهشت ۱۴۰۳ |
| ۶ | استقلال خ  | ۱–۱   | ملوان     | ۱۸:۱۵     | ۱۲ اردیبهشت ۱۴۰۳ |
| ۷ | آلومینیوم  | ۱–۱   | فولاد     | ۱۸:۱۵     | ۱۲ اردیبهشت ۱۴۰۳ |
| ۸ | پرسپولیس   | ۰–۰   | سپاهان    | ۱۹:۳۰     | ۱۲ اردیبهشت ۱۴۰۳ |

#### هفته بیست و ششم
| # | تیم میزبان | نتیجه | تیم مهمان  | ساعت بازی | تاریخ بازی       |
| - | ---------- | ----- | ---------- | --------- | ---------------- |
| ۱ | گل‌گهر      | ۰–۰   | شمس‌آذر     | ۱۹:۰۰     | ۱۶ اردیبهشت ۱۴۰۳ |
| ۲ | پیکان      | ۰–۱   | آلومینیوم  | ۱۷:۰۰     | ۱۷ اردیبهشت ۱۴۰۳ |
| ۳ | سپاهان     | ۱–۱   | استقلال خ  | ۱۸:۱۰     | ۱۷ اردیبهشت ۱۴۰۳ |
| ۴ | نساجی      | ۱–۲   | پرسپولیس   | ۱۸:۱۵     | ۱۷ اردیبهشت ۱۴۰۳ |
| ۵ | فولاد      | ۰–۲   | تراکتور    | ۱۹:۳۰     | ۱۷ اردیبهشت ۱۴۰۳ |
| ۶ | ملوان      | ۱–۱   | هوادار     | ۱۹:۳۰     | ۱۷ اردیبهشت ۱۴۰۳ |
| ۷ | صنعت نفت   | ۱–۰   | مس رفسنجان | ۱۹:۳۰     | ۱۷ اردیبهشت ۱۴۰۳ |
| ۸ | استقلال    | ۲–۱   | ذوب‌آهن     | ۲۰:۳۰     | ۱۷ اردیبهشت ۱۴۰۳ |

#### هفته بیست و هفتم
| # | تیم میزبان | نتیجه | تیم مهمان | ساعت بازی | تاریخ بازی       |
| - | ---------- | ----- | --------- | --------- | ---------------- |
| ۱ | شمس‌آذر     | ۱–۰   | ملوان     | ۱۷:۱۵     | ۲۲ اردیبهشت ۱۴۰۳ |
| ۲ | مس. رف     | ۱–۱   | سپاهان    | ۱۷:۵۰     | ۲۲ اردیبهشت ۱۴۰۳ |
| ۳ | هوادار     | ۰–۲   | پرسپولیس  | ۱۸:۲۰     | ۲۲ اردیبهشت ۱۴۰۳ |
| ۴ | آلومینیوم  | ۱–۱   | صنعت نفت  | ۱۸:۳۰     | ۲۲ اردیبهشت ۱۴۰۳ |
| ۵ | تراکتور    | ۲–۰   | گل‌گهر     | ۱۸:۵۰     | ۲۲ اردیبهشت ۱۴۰۳ |
| ۶ | ذوب‌آهن     | ۱–۰   | پیکان     | ۱۸:۱۵     | ۲۴ اردیبهشت ۱۴۰۳ |
| ۷ | استقلال    | ۱–۰   | فولاد     | ۱۹:۳۰     | ۲۴ اردیبهشت ۱۴۰۳ |
| ۸ | استقلال خ  | ۱–۴   | نساجی     | ۱۹:۳۰     | ۲۴ اردیبهشت ۱۴۰۳ |

#### هفته بیست و هشتم
| # | تیم میزبان | نتیجه | تیم مهمان  | ساعت بازی | تاریخ بازی   |
| - | ---------- | ----- | ---------- | --------- | ------------ |
| ۱ | پرسپولیس   | ۴–۳   | استقلال. خ | ۱۹:۴۵     | ۴ خرداد ۱۴۰۳ |
| ۲ | پیکان      | ۰-۰   | تراکتور    | ۱۹:۴۵     | ۴ خرداد ۱۴۰۳ |
| ۳ | سپاهان     | ۲–۰   | هوادار     | ۱۹:۴۵     | ۴ خرداد ۱۴۰۳ |
| ۴ | گل‌گهر      | ۲–۳   | آلومینیوم  | ۱۹:۴۵     | ۴ خرداد ۱۴۰۳ |
| ۵ | صنعت نفت   | ۲–۲   | شمس‌آذر     | ۱۹:۴۵     | ۴ خرداد ۱۴۰۳ |
| ۶ | ملوان      | ۰–۱   | مس. رف     | ۱۹:۴۵     | ۴ خرداد ۱۴۰۳ |
| ۷ | فولاد      | ۱–۰   | ذوب‌آهن     | ۱۹:۴۵     | ۴ خرداد ۱۴۰۳ |
| ۸ | نساجی      | ۰–۰   | استقلال    | ۱۹:۴۵     | ۴ خرداد ۱۴۰۳ |

#### هفته بیست و نهم
| # | تیم میزبان | نتیجه | تیم مهمان  | ساعت بازی | تاریخ بازی   |
| - | ---------- | ----- | ---------- | --------- | ------------ |
| ۱ | فولاد      | ۲–۲   | پیکان      | ۲۰:۰۰     | ۸ خرداد ۱۴۰۳ |
| ۲ | هوادار     | ۰–۵   | نساجی      | ۲۰:۰۰     | ۸ خرداد ۱۴۰۳ |
| ۳ | آلومینیوم  | ۰–۱   | سپاهان     | ۲۰:۰۰     | ۸ خرداد ۱۴۰۳ |
| ۴ | مس. رف     | ۲–۳   | استقلال. خ | ۲۰:۰۰     | ۸ خرداد ۱۴۰۳ |
| ۵ | ذوب‌آهن     | ۲–۱   | صنعت نفت   | ۲۰:۰۰     | ۸ خرداد ۱۴۰۳ |
| ۶ | تراکتور    | ۳–۱   | ملوان      | ۲۰:۰۰     | ۸ خرداد ۱۴۰۳ |
| ۷ | استقلال    | ۱–۰   | گل‌گهر      | ۲۰:۲۰     | ۸ خرداد ۱۴۰۳ |
| ۸ | شمس‌آذر     | ۱–۳   | پرسپولیس   | ۲۰:۲۰     | ۸ خرداد ۱۴۰۳ |

#### هفته سی‌ام
| # | تیم میزبان | نتیجه | تیم مهمان | ساعت بازی | تاریخ بازی    |
| - | ---------- | ----- | --------- | --------- | ------------- |
| ۱ | صنعت نفت   | ۰–۳   | تراکتور   | ۱۹:۰۰     | ۱۲ خرداد ۱۴۰۳ |
| ۲ | پیکان      | ۰–۲   | استقلال   | ۱۹:۰۰     | ۱۲ خرداد ۱۴۰۳ |
| ۳ | استقلال. خ | ۳–۱   | هوادار    | ۱۹:۰۰     | ۱۲ خرداد ۱۴۰۳ |
| ۴ | ملوان      | ۱–۱   | آلومینیوم | ۱۹:۰۰     | ۱۲ خرداد ۱۴۰۳ |
| ۵ | سپاهان     | ۴–۱   | شمس‌آذر    | ۱۹:۰۰     | ۱۲ خرداد ۱۴۰۳ |
| ۶ | پرسپولیس   | ۱–۰   | مس. رف    | ۱۹:۰۰     | ۱۲ خرداد ۱۴۰۳ |
| ۷ | گل‌گهر      | ۱–۲   | ذوب‌آهن    | ۱۹:۰۰     | ۱۲ خرداد ۱۴۰۳ |
| ۸ | نساجی      | ۰–۱   | فولاد     | ۱۹:۰۰     | ۱۲ خرداد ۱۴۰۳ |

منبع:IPL Stats
سازمان لیگ فوتبال ایران

## یادداشت
1. ↑  در ابتدا قرار بود ۱۱ خرداد ۱۴۰۳ پایان لیگ برتر ایران باشد اما به علت درگذشت رئیس جمهور وقت برنامه سه هفته پایانی مسابقات تغییر کرد
2. ↑  سپاهان با شکست در پلی اف به لیگ۲ آسیا رفت
3. ↑  در نیم فصل ۵ گل برای شمس آذر زده بود
4. ↑  این بازیکن نیم فصل اول برای سپاهان در ۹بازی ۲ گل در لیگ برتر به ثمر رساند و نیم فصل به پرسپولیس پیوست
5. ↑  این بازیکن در نیم فصل اول در ۱۰ بازی برای ذوب‌آهن اصفهان به میدان رفت (۴ کلین‌شیت) و در نیم فصل دوم به ملوان پیوست
6. ↑  این بازیکن در نیم فصل اول در ۲ بازی برای گل‌گهر سیرجان به میدان رفت (بدون کلین‌شیت) و در نیم فصل دوم به ذوب‌آهن پیوست